# Europees kampioenschap voetbal onder 21 - 2019 (kwalificatie)
De kwalificatiewedstrijden voor het Europees kampioenschap voetbal onder 21 werden tussen 25 maart 2017 en 20 november 2018 gespeeld. Hierbij konden 11 teams zich plaatsen voor deelname aan het hoofdtoernooi, waarvoor het gastland Italië zich al automatisch had geplaatst. Dit in tegenstelling tot het andere gastland San Marino, dat niet automatisch verzekerd was van deelname.
Behalve Italië deden alle 54 landen die bij de UEFA aangesloten zijn mee aan de kwalificatiewedstrijden, waarbij Gibraltar en Kosovo hun debuut maakten. Spelers die op of na 1 januari 1996 geboren waren, waren speelgerechtigd.

## Opzet
Het kwalificatietoernooi bestond uit twee rondes.
- Groepsfase: Aan deze ronde deden 54 landen mee en zij werden verdeeld in negen groepen van zes landen. Ieder land speelde een uit- en thuiswedstrijd tegen een ander land. De negen groepswinnaars kwalificeerden zich voor het hoofdtoernooi. De vier beste nummers twee kwalificeerden zich voor de play-offs. De resultaten tegen de nummers zes werden niet meegeteld.
- Play-offs: Vier landen speelden in de play-offs. Deze landen werden verdeeld over twee wedstrijden en speelden een uit- en thuiswedstrijd tegen elkaar. De twee winnaars kwalificeerden zich voor het hoofdtoernooi.

### Beslissingscriteria
In de groepsfase werden de teams gerangschikt op basis van het aantal behaalde punten volgens het driepuntensysteem (3 punten voor een overwinning, 1 punt voor een gelijkspel, 0 punten bij verlies). Wanneer één of meerdere teams gelijk eindigden, werd gekeken naar de onderstaande criteria:
1. Het aantal behaalde punten in onderlinge wedstrijden tussen de gelijke teams;
2. Doelsaldo in onderlinge wedstrijden tussen de gelijke teams;
3. Aantal gescoorde doelpunten in onderlinge wedstrijden tussen de gelijke teams;
4. Aantal gescoorde uitdoelpunten in onderlinge wedstrijden tussen de gelijke teams;

Indien er nog geen onderling verschil was na bovenstaande criteria, werd gekeken naar de volgende criteria:
1. Het doelsaldo in alle groepswedstrijden;
2. Aantal gescoorde doelpunten in alle groepswedstrijden;
3. Aantal gescoorde uitdoelpunten in alle groepswedstrijden;
4. Winst in alle groepswedstrijden;
5. Uitoverwinningen in alle groepswedstrijden;
6. Disciplinaire punten (rode kaart = 3 punten, gele kaart = 1 punt, uitsluiting voor twee gele kaarten in één wedstrijd = 3 punten);
7. Positie op de UEFA-coëfficiëntenranglijst voor de loting van de kwalificatiegroepsfase.

## Groepsfase

### Loting
De loting voor de kwalificatiegroepen vond op 26 januari 2017 om 09.00 (UTC+1) plaats op het UEFA-hoofdkantoor in Nyon, Zwitserland. Elke groep bevat één team uit de potten A tot F. Wegens politieke redenen konden onderstaande combinaties niet in dezelfde groep worden geloot:
- Spanje en Gibraltar
- Servië en Kosovo
- Bosnië en Herzegovina en Kosovo

| Land   |
| ------ |
| Italië |

| Land       |
| ---------- |
| Duitsland  |
| Portugal   |
| Engeland   |
| Spanje     |
| Denemarken |
| Frankrijk  |
| Zweden     |
| Tsjechië   |
| Servië     |

| Land        |
| ----------- |
| Slowakije   |
| Israël      |
| Nederland   |
| Oostenrijk  |
| Kroatië     |
| België      |
| Polen       |
| Zwitserland |
| Slovenië    |

| Land        |
| ----------- |
| Oekraïne    |
| Noorwegen   |
| Rusland     |
| Turkije     |
| Roemenië    |
| IJsland     |
| Griekenland |
| Montenegro  |
| Finland     |

| Land      |
| --------- |
| Wales     |
| Bulgarije |
| Macedonië |
| Georgië   |
| Hongarije |
| Ierland   |
| Schotland |
| Moldavië  |
| Albanië   |

| Land                  |
| --------------------- |
| Litouwen              |
| Azerbeidzjan          |
| Armenië               |
| Bosnië en Herzegovina |
| Wit-Rusland           |
| Kazachstan            |
| Cyprus                |
| Letland               |
| Estland               |

| Land          |
| ------------- |
| Malta         |
| Luxemburg     |
| Noord-Ierland |
| Faeröer       |
| San Marino    |
| Andorra       |
| Liechtenstein |
| Gibraltar     |
| Kosovo        |

### Groepen

#### Groep 1
| Pos | Team        | Wed | W | G | V  | Ptn | DV | DT | +/− | Kwalificatie                 |       | Vlag van Kroatië | Vlag van Griekenland | Vlag van Tsjechië | Vlag van Wit-Rusland | Vlag van Moldavië | Vlag van San Marino |
| --- | ----------- | --- | - | - | -- | --- | -- | -- | --- | ---------------------------- | ----- | ---------------- | -------------------- | ----------------- | -------------------- | ----------------- | ------------------- |
| 1   | Kroatië     | 10  | 8 | 1 | 1  | 25  | 31 | 5  | +26 | Geplaatst voor hoofdtoernooi |       |                  | 2 – 0                | 5 – 1             | 2 – 1                | 4 – 0             | 5 – 0               |
| 2   | Griekenland | 10  | 8 | 1 | 1  | 25  | 26 | 5  | +21 | Play-offs                    |       | 1 – 1            |                      | 3 – 0             | 2 – 0                | 5 – 1             | 4 – 0               |
| 3   | Tsjechië    | 10  | 5 | 1 | 4  | 16  | 14 | 15 | −1  |                              |       | 2 – 1            | 1 – 2                |                   | 1 – 1                | 1 – 0             | 3 – 1               |
| 4   | Wit-Rusland | 10  | 4 | 2 | 4  | 14  | 11 | 14 | −3  |                              | 0 – 4 | 0 – 2            | 1 – 0                |                   | 3 – 1                | 1 – 0             |                     |
| 5   | Moldavië    | 10  | 2 | 1 | 7  | 7   | 8  | 23 | −15 |                              | 0 – 3 | 0 – 2            | 1 – 3                | 2 – 2             |                      | 1 – 0             |                     |
| 6   | San Marino  | 10  | 0 | 0 | 10 | 0   | 1  | 29 | −28 |                              | 0 – 4 | 0 – 5            | 0 – 2                | 0 – 2             | 0 – 2                |                   |                     |

1. 1 2  Gerangschikt op onderling resultaat: Griekenland 1 – 1 Kroatië, Kroatië 2 – 0 Griekenland.

|                           |                       |         |            |                                                                       |
| 7 juni 2017 19.00 (UTC+3) | Wit-Rusland           | 1 – 0   | San Marino | Traktorstadion, Minsk Toeschouwers: 200 Scheidsrechter: Ömar Pasjajev |
| 7 juni 2017 19.00 (UTC+3) | Antilevski 52' (pen.) | Verslag |            | Traktorstadion, Minsk Toeschouwers: 200 Scheidsrechter: Ömar Pasjajev |

|                            |            |         |                   |                                                                         |
| 13 juni 2017 20.30 (UTC+2) | San Marino | 0 – 2   | Moldavië          | Stadio Olimpico, Serravalle Toeschouwers: 483 Scheidsrechter: Genc Nuza |
| 13 juni 2017 20.30 (UTC+2) |            | Verslag | 23', 48' Damașcan | Stadio Olimpico, Serravalle Toeschouwers: 483 Scheidsrechter: Genc Nuza |

|                                |          |         |                           |                                                                                      |
| 31 augustus 2017 20.00 (UTC+3) | Moldavië | 0 – 3   | Kroatië                   | Stadionul Zimbru, Chișinău Toeschouwers: 1.242 Scheidsrechter: Aleksandrs Anufrijevs |
| 31 augustus 2017 20.00 (UTC+3) |          | Verslag | 4' Ćorić 43', 61' Brekalo | Stadionul Zimbru, Chișinău Toeschouwers: 1.242 Scheidsrechter: Aleksandrs Anufrijevs |

|                                |                |         |                                |                                                                             |
| 1 september 2017 19.00 (UTC+3) | Wit-Rusland    | 0 – 2   | Griekenland                    | Haradskistadion, Borisov Toeschouwers: 4.250 Scheidsrechter: Markus Hameter |
| 1 september 2017 19.00 (UTC+3) | Sedko 39', 50' | Verslag | 10' Galanopoulos 79' Koulouris | Haradskistadion, Borisov Toeschouwers: 4.250 Scheidsrechter: Markus Hameter |

|                                |                                                                          |         |             |                                                                                  |
| 4 september 2017 18.30 (UTC+3) | Griekenland                                                              | 5 – 1   | Moldavië    | Peristeristadion, Peristeri Toeschouwers: 311 Scheidsrechter: Jovan Kaludjerović |
| 4 september 2017 18.30 (UTC+3) | Galanopoulos 7' Koulouris 45+2', 57' Manthatis 47' Androutsos 78' (pen.) | Verslag | 34' Cărăruș | Peristeristadion, Peristeri Toeschouwers: 311 Scheidsrechter: Jovan Kaludjerović |

|                                |          |         |              |                                                                                          |
| 5 september 2017 18.00 (UTC+2) | Tsjechië | 1 – 1   | Wit-Rusland  | Stadion Střelnice, Jablonec nad Nisou Toeschouwers: 3.126 Scheidsrechter: Lasha Silagava |
| 5 september 2017 18.00 (UTC+2) | Černý 8' | Verslag | 90+3' Shibun | Stadion Střelnice, Jablonec nad Nisou Toeschouwers: 3.126 Scheidsrechter: Lasha Silagava |

|                              |                            |         |             |                                                                        |
| 5 oktober 2017 18.00 (UTC+2) | Kroatië                    | 2 – 1   | Wit-Rusland | Varteksstadion, Varaždin Toeschouwers: 1.500 Scheidsrechter: Jens Maae |
| 5 oktober 2017 18.00 (UTC+2) | Šimić 90+3' Benković 90+6' | Verslag | 48' Bakhar  | Varteksstadion, Varaždin Toeschouwers: 1.500 Scheidsrechter: Jens Maae |

|                              |                 |         |                            |                                                                             |
| 5 oktober 2017 19.00 (UTC+3) | Moldavië        | 0 – 2   | Griekenland                | Stadionul Zimbru, Chișinău Toeschouwers: 2.350 Scheidsrechter: Sven Bindels |
| 5 oktober 2017 19.00 (UTC+3) | Oancea 54', 63' | Verslag | 67' Saliakas 84' Koulouris | Stadionul Zimbru, Chișinău Toeschouwers: 2.350 Scheidsrechter: Sven Bindels |

|                              |                                                 |         |             |                                                                            |
| 9 oktober 2017 18.00 (UTC+2) | Kroatië                                         | 5 – 1   | Tsjechië    | Varteksstadion, Varaždin Toeschouwers: 1.800 Scheidsrechter: Mete Kalkavan |
| 9 oktober 2017 18.00 (UTC+2) | Karačić 9' Vlašić 36', 80' Brekalo 47' Moro 63' | Verslag | 70' Mihálik | Varteksstadion, Varaždin Toeschouwers: 1.800 Scheidsrechter: Mete Kalkavan |

|                               |                                       |         |                      |                                                                            |
| 10 oktober 2017 19.00 (UTC+3) | Wit-Rusland                           | 3 – 1   | Moldavië             | Haradskistadion, Borisov Toeschouwers: 2.550 Scheidsrechter: Suren Baliyan |
| 10 oktober 2017 19.00 (UTC+3) | Antilevski 70', 88' (pen.) Volkov 73' | Verslag | 32' (e.d.) Pavlovets | Haradskistadion, Borisov Toeschouwers: 2.550 Scheidsrechter: Suren Baliyan |

|                               |              |         |                                                                     |                                                                                |
| 10 oktober 2017 20.30 (UTC+2) | San Marino   | 0 – 5   | Griekenland                                                         | Stadio Olimpico, Serravalle Toeschouwers: 227 Scheidsrechter: Aleksandr Aliyev |
| 10 oktober 2017 20.30 (UTC+2) | Cevoli 45+1' | Verslag | 35' Karahalios 43' Koulouris 73' Vergos 79' Androutsos 81' Katranis | Stadio Olimpico, Serravalle Toeschouwers: 227 Scheidsrechter: Aleksandr Aliyev |

|                               |                                                |         |            |                                                                                     |
| 8 november 2017 14.00 (UTC+1) | Kroatië                                        | 5 – 0   | San Marino | Stadion Radnik, Velika Gorica Toeschouwers: 300 Scheidsrechter: Giorgi Vadatsjkoria |
| 8 november 2017 14.00 (UTC+1) | Jakoliš 45', 69', 80' Bočkaj 60' Brekalo 90+3' | Verslag |            | Stadion Radnik, Velika Gorica Toeschouwers: 300 Scheidsrechter: Giorgi Vadatsjkoria |

|                                |                          |         |                 |                                                                                    |
| 11 november 2017 15.30 (UTC+1) | Tsjechië                 | 3 – 1   | San Marino      | Městský stadion, Ústí nad Labem Toeschouwers: 1.470 Scheidsrechter: Michail Vilkov |
| 11 november 2017 15.30 (UTC+1) | Zajíc 63', 76' Sáček 71' | Verslag | 90+3' D'Addario | Městský stadion, Ústí nad Labem Toeschouwers: 1.470 Scheidsrechter: Michail Vilkov |

|                                |                                  |         |             |                                                                              |
| 13 november 2017 16.30 (UTC+2) | Griekenland                      | 1 – 1   | Kroatië     | Toumbastadion, Thessaloniki Toeschouwers: 2.836 Scheidsrechter: Craig Pawson |
| 13 november 2017 16.30 (UTC+2) | Manthatis 65' Pasalidis 45', 83' | Verslag | 74' Brekalo | Toumbastadion, Thessaloniki Toeschouwers: 2.836 Scheidsrechter: Craig Pawson |

|                                |                   |         |                                  |                                                                                |
| 14 november 2017 17.00 (UTC+2) | Moldavië          | 1 – 3   | Tsjechië                         | Stadionul Zimbru, Chișinău Toeschouwers: 2.000 Scheidsrechter: Robert Hennessy |
| 14 november 2017 17.00 (UTC+2) | A. Macrițchii 11' | Verslag | 15' Provod 59' Bačo 71' Knejzlík | Stadionul Zimbru, Chișinău Toeschouwers: 2.000 Scheidsrechter: Robert Hennessy |

|                             |                                             |         |            |                                                                         |
| 22 maart 2018 17.00 (UTC+2) | Griekenland                                 | 4 – 0   | San Marino | Xanthi FC Arena, Xánthi Toeschouwers: 500 Scheidsrechter: Fyodor Zammit |
| 22 maart 2018 17.00 (UTC+2) | Vergos 37' Androutsos 45', 53' Tsimikas 56' | Verslag |            | Xanthi FC Arena, Xánthi Toeschouwers: 500 Scheidsrechter: Fyodor Zammit |

|                             |                       |         |                |                                                                                |
| 23 maart 2018 16.00 (UTC+1) | Tsjechië              | 2 – 1   | Kroatië        | Městský stadion, Karviná Toeschouwers: 2.248 Scheidsrechter: Alexandre Boucaut |
| 23 maart 2018 16.00 (UTC+1) | Lischka 13' Hašek 71' | Verslag | 62' Ćaleta-Car | Městský stadion, Karviná Toeschouwers: 2.248 Scheidsrechter: Alexandre Boucaut |

|                             |            |         |                                |                                                                             |
| 25 maart 2018 18.00 (UTC+2) | San Marino | 0 – 2   | Wit-Rusland                    | Stadio Olimpico, Serravalle Toeschouwers: 500 Scheidsrechter: Jason Barcelo |
| 25 maart 2018 18.00 (UTC+2) |            | Verslag | 16' Sjevtsjenko 28' Antilevski | Stadio Olimpico, Serravalle Toeschouwers: 500 Scheidsrechter: Jason Barcelo |

|                             |                                                             |         |          |                                                                                          |
| 27 maart 2018 16.00 (UTC+3) | Griekenland                                                 | 3 – 0   | Tsjechië | Xanthi FC Arena, Xánthi Toeschouwers: 2.000 Scheidsrechter: Vilhjálmur Alvar Þórarinsson |
| 27 maart 2018 16.00 (UTC+3) | Limnios 7' Manthatis 31' Galanopoulos 45', 49' Saliakas 52' | Verslag |          | Xanthi FC Arena, Xánthi Toeschouwers: 2.000 Scheidsrechter: Vilhjálmur Alvar Þórarinsson |

|                             |                                         |         |          |                                                                               |
| 27 maart 2018 16.30 (UTC+2) | Kroatië                                 | 4 – 0   | Moldavië | Stadion Radnik, Velika Gorica Toeschouwers: 500 Scheidsrechter: Jari Järvinen |
| 27 maart 2018 16.30 (UTC+2) | Vlašić 35', 50' Jakoliš 47' Karačić 74' | Verslag |          | Stadion Radnik, Velika Gorica Toeschouwers: 500 Scheidsrechter: Jari Järvinen |

|                                |            |         |                    |                                                                             |
| 5 september 2018 20.30 (UTC+2) | San Marino | 0 – 2   | Tsjechië           | Stadio Olimpico, Serravalle Toeschouwers: 281 Scheidsrechter: Luís Teixeira |
| 5 september 2018 20.30 (UTC+2) |            | Verslag | 50' Ladra 52' Král | Stadio Olimpico, Serravalle Toeschouwers: 281 Scheidsrechter: Luís Teixeira |

|                                |                         |         |                           |                                                                         |
| 6 september 2018 18.00 (UTC+3) | Moldavië                | 2 – 2   | Wit-Rusland               | CSR Orhei, Orhei Toeschouwers: 1.100 Scheidsrechter: Giorgi Kroeasjvili |
| 6 september 2018 18.00 (UTC+3) | Oancea 56' Damașcan 75' | Verslag | 23' Ebong 34' Sjevtsjenko | CSR Orhei, Orhei Toeschouwers: 1.100 Scheidsrechter: Giorgi Kroeasjvili |

|                                 |             |         |            |                                                                  |
| 10 september 2018 17.00 (UTC+3) | Moldavië    | 1 – 0   | San Marino | CSR Orhei, Orhei Toeschouwers: 485 Scheidsrechter: Daniyar Sakhi |
| 10 september 2018 17.00 (UTC+3) | Gulceac 28' | Verslag |            | CSR Orhei, Orhei Toeschouwers: 485 Scheidsrechter: Daniyar Sakhi |

|                                 |            |         |                          |                                                                                             |
| 10 september 2018 18.00 (UTC+2) | Tsjechië   | 1 – 2   | Griekenland              | Stadion Střelnice, Jablonec nad Nisou Toeschouwers: 2.038 Scheidsrechter: Christian Dingert |
| 10 september 2018 18.00 (UTC+2) | Takács 50' | Verslag | 44' Limnios 56' Tsimikas | Stadion Střelnice, Jablonec nad Nisou Toeschouwers: 2.038 Scheidsrechter: Christian Dingert |

|                                 |             |         |                                                  |                                                                        |
| 10 september 2018 19.00 (UTC+3) | Wit-Rusland | 0 – 4   | Kroatië                                          | Nemanstadion, Grodno Toeschouwers: 1.500 Scheidsrechter: Radu Petrescu |
| 10 september 2018 19.00 (UTC+3) |             | Verslag | 16' Jakoliš 44' Šunjić 46' Halilović 65' Brekalo | Nemanstadion, Grodno Toeschouwers: 1.500 Scheidsrechter: Radu Petrescu |

|                               |                       |         |             |                                                                           |
| 11 oktober 2018 19.00 (UTC+3) | Wit-Rusland           | 1 – 0   | Tsjechië    | Haradskistadion, Borisov Toeschouwers: 270 Scheidsrechter: Anders Poulsen |
| 11 oktober 2018 19.00 (UTC+3) | Antilevski 56' (pen.) | Verslag | 67' Helešic | Haradskistadion, Borisov Toeschouwers: 270 Scheidsrechter: Anders Poulsen |

|                               |                                    |         |                  |                                                                                            |
| 12 oktober 2018 18.00 (UTC+2) | Kroatië                            | 2 – 0   | Griekenland      | Stadion Aldo Drosina, Pula Toeschouwers: 4.563 Scheidsrechter: José María Sánchez Martínez |
| 12 oktober 2018 18.00 (UTC+2) | Pasalidis 41' (e.d.) Brekalo 90+4' | Verslag | 4', 65' Nikolaou | Stadion Aldo Drosina, Pula Toeschouwers: 4.563 Scheidsrechter: José María Sánchez Martínez |

|                               |            |         |          |                                                                          |
| 15 oktober 2018 17.00 (UTC+2) | Tsjechië   | 1 – 0   | Moldavië | Letní stadion, Chomutov Toeschouwers: 2.123 Scheidsrechter: Glenn Nyberg |
| 15 oktober 2018 17.00 (UTC+2) | Pulkrab 5' | Verslag |          | Letní stadion, Chomutov Toeschouwers: 2.123 Scheidsrechter: Glenn Nyberg |

|                               |                                                             |         |             |                                                                               |
| 15 oktober 2018 19.30 (UTC+3) | Griekenland                                                 | 2 – 0   | Wit-Rusland | Peristeristadion, Peristeri Toeschouwers: 300 Scheidsrechter: Nejc Kajtazović |
| 15 oktober 2018 19.30 (UTC+3) | Chatzigiovannis 20' Pasalidis 18', 31' Bouzoukis 82' (pen.) | Verslag |             | Peristeristadion, Peristeri Toeschouwers: 300 Scheidsrechter: Nejc Kajtazović |

|                               |            |         |                                                    |                                                                            |
| 15 oktober 2018 18.30 (UTC+2) | San Marino | 0 – 4   | Kroatië                                            | Stadio Olimpico, Serravalle Toeschouwers: 217 Scheidsrechter: Juxhin Xhaja |
| 15 oktober 2018 18.30 (UTC+2) |            | Verslag | 48' Halilović 53' Vlašić 61' Uremović 68' Bosančić | Stadio Olimpico, Serravalle Toeschouwers: 217 Scheidsrechter: Juxhin Xhaja |

#### Groep 2
| Pos | Team          | Wed | W | G | V | Ptn | DV | DT | +/− | Kwalificatie                 |       | Vlag van Spanje | Vlag van Noord-Ierland | Vlag van Slowakije | Vlag van IJsland | Vlag van Albanië | Vlag van Estland |
| --- | ------------- | --- | - | - | - | --- | -- | -- | --- | ---------------------------- | ----- | --------------- | ---------------------- | ------------------ | ---------------- | ---------------- | ---------------- |
| 1   | Spanje        | 10  | 9 | 0 | 1 | 27  | 31 | 10 | +21 | Geplaatst voor hoofdtoernooi |       |                 | 1 – 2                  | 5 – 1              | 1 – 0            | 3 – 0            | 3 – 1            |
| 2   | Noord-Ierland | 10  | 6 | 2 | 2 | 20  | 15 | 11 | +4  |                              |       | 3 – 5           |                        | 1 – 0              | 0 – 0            | 1 – 0            | 4 – 2            |
| 3   | Slowakije     | 10  | 6 | 0 | 4 | 18  | 17 | 18 | −1  |                              | 1 – 4 | 1 – 0           |                        | 0 – 2              | 4 – 1            | 2 – 0            |                  |
| 4   | IJsland       | 10  | 3 | 2 | 5 | 11  | 16 | 19 | −3  |                              | 2 – 7 | 0 – 1           | 2 – 3                  |                    | 2 – 3            | 5 – 2            |                  |
| 5   | Albanië       | 10  | 1 | 4 | 5 | 7   | 9  | 17 | −8  |                              | 0 – 1 | 1 – 1           | 2 – 3                  | 0 – 0              |                  | 0 – 0            |                  |
| 6   | Estland       | 10  | 0 | 2 | 8 | 2   | 11 | 24 | −13 |                              | 0 – 1 | 1 – 2           | 1 – 2                  | 2 – 3              | 2 – 2            |                  |                  |

|                           |              |         |                                     |                                                                         |
| 8 juni 2017 18.00 (UTC+3) | Estland      | 1 – 2   | Noord-Ierland                       | Kadriorustadion, Tallinn Toeschouwers: 312 Scheidsrechter: Irfan Peljto |
| 8 juni 2017 18.00 (UTC+3) | Sappinen 50' | Verslag | 74' Parkhouse 90+4' (pen.) Donnelly | Kadriorustadion, Tallinn Toeschouwers: 312 Scheidsrechter: Irfan Peljto |

|                            |          |         |         |                                                                        |
| 12 juni 2017 20.00 (UTC+2) | Albanië  | 0 – 0   | Estland | Elbasan Arena, Elbasan Toeschouwers: 3.000 Scheidsrechter: Espen Eskås |
| 12 juni 2017 20.00 (UTC+2) | Zeka 67' | Verslag |         | Elbasan Arena, Elbasan Toeschouwers: 3.000 Scheidsrechter: Espen Eskås |

|                                |                       |         |                 |                                                                          |
| 31 augustus 2017 19.30 (UTC+1) | Noord-Ierland         | 1 – 0   | Albanië         | Mourneview Park, Lurgan Toeschouwers: 234 Scheidsrechter: Donatas Rumšas |
| 31 augustus 2017 19.30 (UTC+1) | Donnelly 90+5' (pen.) | Verslag | 87', 90+4' Bare | Mourneview Park, Lurgan Toeschouwers: 234 Scheidsrechter: Donatas Rumšas |

|                                |          |         |                             |                                                                          |
| 1 september 2017 17.45 (UTC+3) | Estland  | 1 – 2   | Slowakije                   | Kadriorustadion, Tallinn Toeschouwers: 243 Scheidsrechter: Jari Järvinen |
| 1 september 2017 17.45 (UTC+3) | Poom 83' | Verslag | 14' Sipľak 89' (e.d.) Mutso | Kadriorustadion, Tallinn Toeschouwers: 243 Scheidsrechter: Jari Järvinen |

|                              |                             |         |                                 |                                                                            |
| 4 september 2017 17.00 (UTC) | IJsland                     | 2 – 3   | Albanië                         | Víkingsvöllur, Reykjavik Toeschouwers: 584 Scheidsrechter: Paul McLaughlin |
| 4 september 2017 17.00 (UTC) | Andrésson 45' Einarsson 71' | Verslag | 45+1', 65' Abazaj 75' Durmishaj | Víkingsvöllur, Reykjavik Toeschouwers: 584 Scheidsrechter: Paul McLaughlin |

|                                |         |         |           |                                                                         |
| 5 september 2017 20.15 (UTC+3) | Estland | 0 – 1   | Spanje    | A. Le Coq Arena, Tallinn Toeschouwers: 964 Scheidsrechter: Glenn Nyberg |
| 5 september 2017 20.15 (UTC+3) |         | Verslag | 65' Soler | A. Le Coq Arena, Tallinn Toeschouwers: 964 Scheidsrechter: Glenn Nyberg |

|                                |           |         |               |                                                                                |
| 5 september 2017 20.30 (UTC+2) | Slowakije | 1 – 0   | Noord-Ierland | Štadión FK Senica, Senica Toeschouwers: 2.339 Scheidsrechter: Halil Umut Meler |
| 5 september 2017 20.30 (UTC+2) | Bénes 61' | Verslag |               | Štadión FK Senica, Senica Toeschouwers: 2.339 Scheidsrechter: Halil Umut Meler |

|                              |                  |         |                          |                                                                         |
| 5 oktober 2017 17.20 (UTC+2) | Slowakije        | 0 – 2   | IJsland                  | NTC Poprad, Poprad Toeschouwers: 3.076 Scheidsrechter: Georgios Kominis |
| 5 oktober 2017 17.20 (UTC+2) | Hromada 66', 90' | Verslag | 8', 90+5' A. Guðmundsson | NTC Poprad, Poprad Toeschouwers: 3.076 Scheidsrechter: Georgios Kominis |

|                               |         |         |                        |                                                                       |
| 10 oktober 2017 19.00 (UTC+2) | Albanië | 0 – 0   | IJsland                | Elbasan Arena, Elbasan Toeschouwers: 2.150 Scheidsrechter: Pavel Orel |
| 10 oktober 2017 19.00 (UTC+2) |         | Verslag | 51', 90' Sigurgeirsson | Elbasan Arena, Elbasan Toeschouwers: 2.150 Scheidsrechter: Pavel Orel |

|                               |                                                   |         |                         |                                                                         |
| 10 oktober 2017 19.30 (UTC+1) | Noord-Ierland                                     | 4 – 2   | Estland                 | Mourneview Park, Lurgan Toeschouwers: 463 Scheidsrechter: Petur Reinert |
| 10 oktober 2017 19.30 (UTC+1) | Johnson 2' Gorman 43' Sykes 61' Igonen 75' (e.d.) | Verslag | 11' Liivak 20' Sappinen | Mourneview Park, Lurgan Toeschouwers: 463 Scheidsrechter: Petur Reinert |

|                               |           |         |                                                 |                                                                            |
| 10 oktober 2017 20.30 (UTC+2) | Slowakije | 1 – 4   | Spanje                                          | NTC Poprad, Poprad Toeschouwers: 5.574 Scheidsrechter: Massimiliano Irrati |
| 10 oktober 2017 20.30 (UTC+2) | Vavro 59' | Verslag | 26' Merino 49' Oyarzabal 56' Rodri 69' Ceballos | NTC Poprad, Poprad Toeschouwers: 5.574 Scheidsrechter: Massimiliano Irrati |

|                               |            |         |         |                                                                                        |
| 9 november 2017 19.30 (UTC+1) | Spanje     | 1 – 0   | IJsland | Estadio de La Condomina, Murcia Toeschouwers: 15.168 Scheidsrechter: Eitan Shmuelevitz |
| 9 november 2017 19.30 (UTC+1) | Fabián 36' | Verslag |         | Estadio de La Condomina, Murcia Toeschouwers: 15.168 Scheidsrechter: Eitan Shmuelevitz |

|                                |              |         |               |                                                                               |
| 10 november 2017 18.00 (UTC+1) | Albanië      | 1 – 1   | Noord-Ierland | Selman Stërmasistadion, Tirana Toeschouwers: 1.250 Scheidsrechter: Fran Jović |
| 10 november 2017 18.00 (UTC+1) | Ramadani 83' | Verslag | 89' Lavery    | Selman Stërmasistadion, Tirana Toeschouwers: 1.250 Scheidsrechter: Fran Jović |

|                                |                             |         |                                                    |                                                                         |
| 14 november 2017 18.00 (UTC+2) | Estland                     | 2 – 3   | IJsland                                            | A. Le Coq Arena, Tallinn Toeschouwers: 369 Scheidsrechter: Alper Ulusoy |
| 14 november 2017 18.00 (UTC+2) | Sinyavskiy 45' Lilander 51' | Verslag | 56' A. Guðmundsson 74' H. Guðmundsson 80' Karlsson | A. Le Coq Arena, Tallinn Toeschouwers: 369 Scheidsrechter: Alper Ulusoy |

|                                |                                                |         |                   |                                                                           |
| 14 november 2017 21.50 (UTC+1) | Spanje                                         | 5 – 1   | Slowakije         | Cartagonova, Cartagena Toeschouwers: 12.912 Scheidsrechter: Bojan Pandžić |
| 14 november 2017 21.50 (UTC+1) | Ceballos 38', 55', 61' Córdoba 53' Mayoral 86' | Verslag | 23' (e.d.) Fabián | Cartagonova, Cartagena Toeschouwers: 12.912 Scheidsrechter: Bojan Pandžić |

|                           |                                       |         |                                          |                                                                                 |
| 22 maart 2018 19.45 (UTC) | Noord-Ierland                         | 3 – 5   | Spanje                                   | Shamrock Park, Portadown Toeschouwers: 2.309 Scheidsrechter: Bartosz Frankowski |
| 22 maart 2018 19.45 (UTC) | Donnelly 30' (pen.), 45+2' Lavery 68' | Verslag | 15', 44' Oyarzabal 47', 75', 84' Mayoral | Shamrock Park, Portadown Toeschouwers: 2.309 Scheidsrechter: Bartosz Frankowski |

|                             |                |         |                               |                                                                                   |
| 23 maart 2018 17.20 (UTC+1) | Albanië        | 2 – 3   | Slowakije                     | Selman Stërmasistadion, Tirana Toeschouwers: 985 Scheidsrechter: Stefan Apostolov |
| 23 maart 2018 17.20 (UTC+1) | Manaj 44', 52' | Verslag | 48' Špalek 80' Dimun 87' Mráz | Selman Stërmasistadion, Tirana Toeschouwers: 985 Scheidsrechter: Stefan Apostolov |

|                             |               |       |         |                                                                           |
| 26 maart 2018 19.30 (UTC+1) | Noord-Ierland | 0 – 0 | IJsland | The Showgrounds, Coleraine Toeschouwers: 1.088 Scheidsrechter: Fedayi San |
| 26 maart 2018 19.30 (UTC+1) | Verslag       |       |         | The Showgrounds, Coleraine Toeschouwers: 1.088 Scheidsrechter: Fedayi San |

|                             |                                         |         |           |                                                                              |
| 27 maart 2018 17.20 (UTC+2) | Slowakije                               | 4 – 1   | Albanië   | Štadión pod Dubňom, Žilina Toeschouwers: 2.177 Scheidsrechter: Iwan Griffith |
| 27 maart 2018 17.20 (UTC+2) | Haraslín 19' Mráz 45+2', 74' Sipľak 70' | Verslag | 63' Manaj | Štadión pod Dubňom, Žilina Toeschouwers: 2.177 Scheidsrechter: Iwan Griffith |

|                             |                            |         |                |                                                                                    |
| 27 maart 2018 19.30 (UTC+2) | Spanje                     | 3 – 1   | Estland        | Estadio El Toralín, Ponferrada Toeschouwers: 7.000 Scheidsrechter: Dumitru Muntean |
| 27 maart 2018 19.30 (UTC+2) | Fabián 8' Mayoral 37', 51' | Verslag | 59' Sinyavskiy | Estadio El Toralín, Ponferrada Toeschouwers: 7.000 Scheidsrechter: Dumitru Muntean |

|                              |                                                                       |         |                              |                                                                           |
| 6 september 2018 16.45 (UTC) | IJsland                                                               | 5 – 2   | Estland                      | Kópavogsvöllur, Kópavogur Toeschouwers: 332 Scheidsrechter: Rahim Hasanov |
| 6 september 2018 16.45 (UTC) | Karlsson 19', 22' Friðjónsson 45+3' Sigurðsson 53' A. Guðmundsson 64' | Verslag | 61' (pen.) Liivak 68' Kaldma | Kópavogsvöllur, Kópavogur Toeschouwers: 332 Scheidsrechter: Rahim Hasanov |

|                                |                                    |         |         |                                                                                       |
| 6 september 2018 20.00 (UTC+2) | Spanje                             | 3 – 0   | Albanië | Estadio Nuevo Arcángel, Córdoba Toeschouwers: 8.025 Scheidsrechter: Krzysztof Jakubik |
| 6 september 2018 20.00 (UTC+2) | Oyarzabal 5' Mayoral 56' Mir 90+2' | Verslag |         | Estadio Nuevo Arcángel, Córdoba Toeschouwers: 8.025 Scheidsrechter: Krzysztof Jakubik |

|                               |                                  |         |                                      |                                                                         |
| 11 september 2018 15.30 (UTC) | IJsland                          | 2 – 3   | Slowakije                            | KR-völlur, Reykjavik Toeschouwers: 337 Scheidsrechter: Alexander Harkam |
| 11 september 2018 15.30 (UTC) | A. Guðmundsson 33', 90+3' (pen.) | Verslag | 58' Bénes 90' Vestenický 90+4' Rodák | KR-völlur, Reykjavik Toeschouwers: 337 Scheidsrechter: Alexander Harkam |

|                                 |           |         |                              |                                                                                       |
| 11 september 2018 18.45 (UTC+2) | Spanje    | 1 – 2   | Noord-Ierland                | Estadio Carlos Belmonte, Albacete Toeschouwers: 3.400 Scheidsrechter: Jonathan Lardot |
| 11 september 2018 18.45 (UTC+2) | Mir 90+2' | Verslag | 4' Lavery 8' (pen.) Donnelly | Estadio Carlos Belmonte, Albacete Toeschouwers: 3.400 Scheidsrechter: Jonathan Lardot |

|                             |         |         |               |                                                                     |
| 11 oktober 2018 16.45 (UTC) | IJsland | 0 – 1   | Noord-Ierland | Fylkisvöllur, Reykjavik Toeschouwers: 337 Scheidsrechter: Jens Maae |
| 11 oktober 2018 16.45 (UTC) |         | Verslag | 90' Ballard   | Fylkisvöllur, Reykjavik Toeschouwers: 337 Scheidsrechter: Jens Maae |

|                               |         |         |         |                                                                                  |
| 11 oktober 2018 19.00 (UTC+2) | Albanië | 0 – 1   | Spanje  | Selman Stërmasistadion, Tirana Toeschouwers: 1.150 Scheidsrechter: João Pinheiro |
| 11 oktober 2018 19.00 (UTC+2) |         | Verslag | 84' Mir | Selman Stërmasistadion, Tirana Toeschouwers: 1.150 Scheidsrechter: João Pinheiro |

|                               |                         |         |         |                                                                           |
| 12 oktober 2018 20.30 (UTC+2) | Slowakije               | 2 – 0   | Estland | MOL Aréna, Dunajská Streda Toeschouwers: 3.373 Scheidsrechter: Igor Pajač |
| 12 oktober 2018 20.30 (UTC+2) | Jirka 1' Vestenický 58' | Verslag |         | MOL Aréna, Dunajská Streda Toeschouwers: 3.373 Scheidsrechter: Igor Pajač |

|                               |                      |         |                 |                                                                         |
| 16 oktober 2018 19.00 (UTC+3) | Estland              | 2 – 2   | Albanië         | Pärnu Rannastaadion, Pärnu Toeschouwers: 237 Scheidsrechter: Yigal Frid |
| 16 oktober 2018 19.00 (UTC+3) | Liivak 32' Kuusk 87' | Verslag | 12', 69' Seferi | Pärnu Rannastaadion, Pärnu Toeschouwers: 237 Scheidsrechter: Yigal Frid |

|                             |                               |         |                                                                                            |                                                                         |
| 16 oktober 2018 16.45 (UTC) | IJsland                       | 2 – 7   | Spanje                                                                                     | Fylkisvöllur, Reykjavik Toeschouwers: 368 Scheidsrechter: Cătălin Gaman |
| 16 oktober 2018 16.45 (UTC) | Þorsteinsson 41' Karlsson 58' | Verslag | 24' (pen.) Oyarzabal 25', 40' Mir 45+2' (e.d.) Gunnarsson 54' Soler 87' Mayoral 90' Fabián | Fylkisvöllur, Reykjavik Toeschouwers: 368 Scheidsrechter: Cătălin Gaman |

|                               |               |         |                |                                                                             |
| 16 oktober 2018 19.30 (UTC+1) | Noord-Ierland | 1 – 0   | Slowakije      | Windsor Park, Belfast Toeschouwers: 5.462 Scheidsrechter: Eitan Shmuelevitz |
| 16 oktober 2018 19.30 (UTC+1) | Sykes 62'     | Verslag | 43', 45' Bénes | Windsor Park, Belfast Toeschouwers: 5.462 Scheidsrechter: Eitan Shmuelevitz |

#### Groep 3
| Pos | Team       | Wed | W | G | V | Ptn | DV | DT | +/− | Kwalificatie                 |       | Vlag van Denemarken | Vlag van Polen | Vlag van Georgië | Vlag van Finland | Vlag van Litouwen | Vlag van Faeröer |
| --- | ---------- | --- | - | - | - | --- | -- | -- | --- | ---------------------------- | ----- | ------------------- | -------------- | ---------------- | ---------------- | ----------------- | ---------------- |
| 1   | Denemarken | 10  | 7 | 2 | 1 | 23  | 30 | 8  | +22 | Geplaatst voor hoofdtoernooi |       |                     | 1 – 1          | 5 – 2            | 2 – 0            | 6 – 0             | 3 – 0            |
| 2   | Polen      | 10  | 6 | 4 | 0 | 22  | 22 | 9  | +13 | Play-offs                    |       | 3 – 1               |                | 3 – 0            | 3 – 3            | 1 – 0             | 1 – 1            |
| 3   | Georgië    | 10  | 3 | 3 | 4 | 12  | 11 | 19 | −8  |                              |       | 2 – 2               | 0 – 3          |                  | 2 – 2            | 1 – 0             | 1 – 0            |
| 4   | Finland    | 10  | 2 | 3 | 5 | 9   | 13 | 21 | −8  |                              | 0 – 5 | 1 – 3               | 1 – 2          |                  | 0 – 2            | 1 – 1             |                  |
| 5   | Litouwen   | 10  | 2 | 2 | 6 | 8   | 7  | 16 | −9  |                              | 0 – 2 | 0 – 2               | 0 – 0          | 0 – 2            |                  | 3 – 0             |                  |
| 6   | Faeröer    | 10  | 1 | 4 | 5 | 7   | 10 | 20 | −10 |                              | 0 – 3 | 2 – 2               | 3 – 1          | 1 – 3            | 2 – 2            |                   |                  |

|                           |                                                 |         |         |                                                                   |
| 8 juni 2017 18.00 (UTC+3) | Litouwen                                        | 3 – 0   | Faeröer | Telšių centrinis stadionas, Telšiai Scheidsrechter: Keith Kennedy |
| 8 juni 2017 18.00 (UTC+3) | Romanovskij 28' (pen.) Janonis 80' Baniulis 85' | Verslag |         | Telšių centrinis stadionas, Telšiai Scheidsrechter: Keith Kennedy |

|                                |         |         |                                      |                                                     |
| 31 augustus 2017 16.00 (UTC+1) | Faeröer | 0 – 3   | Denemarken                           | Tórsvøllur, Tórshavn Scheidsrechter: Boris Marhefka |
| 31 augustus 2017 16.00 (UTC+1) |         | Verslag | 13' Ingvartsen 59' Nissen 66' Jensen | Tórsvøllur, Tórshavn Scheidsrechter: Boris Marhefka |

|                                |         |         |                                       |                                                              |
| 1 september 2017 20.00 (UTC+4) | Georgië | 0 – 3   | Polen                                 | Tengiz Boerdzjanadzestadion, Gori Scheidsrechter: Fedayi San |
| 1 september 2017 20.00 (UTC+4) |         | Verslag | 58' (pen.), 65' Kownacki 71' Kapustka | Tengiz Boerdzjanadzestadion, Gori Scheidsrechter: Fedayi San |

|                                |                                                   |         |          |                                                            |
| 5 september 2017 18.00 (UTC+2) | Denemarken                                        | 6 – 0   | Litouwen | Nordjyske Arena, Aalborg Scheidsrechter: Aleksej Matjoenin |
| 5 september 2017 18.00 (UTC+2) | Nissen 28', 44', 87' Skov 30', 55' Ingvartsen 80' | Verslag |          | Nordjyske Arena, Aalborg Scheidsrechter: Aleksej Matjoenin |

|                                |              |         |              |                                                     |
| 5 september 2017 19.00 (UTC+3) | Finland      | 1 – 1   | Faeröer      | Lahden stadion, Lahti Scheidsrechter: Alain Durieux |
| 5 september 2017 19.00 (UTC+3) | Kairinen 56' | Verslag | 59' M. Olsen | Lahden stadion, Lahti Scheidsrechter: Alain Durieux |

|                              |                                                          |         |                     |                                                        |
| 6 oktober 2017 18.00 (UTC+2) | Denemarken                                               | 5 – 2   | Georgië             | Nordjyske Arena, Aalborg Scheidsrechter: Dennis Higler |
| 6 oktober 2017 18.00 (UTC+2) | Ingvartsen 7', 50' Duelund 21' Bruun Larsen 60' Skov 84' | Verslag | 82', 85' Mikeltadze | Nordjyske Arena, Aalborg Scheidsrechter: Dennis Higler |

|                              |                                     |         |                                         |                                                    |
| 6 oktober 2017 18.00 (UTC+2) | Polen                               | 3 – 3   | Finland                                 | Stadion Widzewa, Łódź Scheidsrechter: Nenad Djokić |
| 6 oktober 2017 18.00 (UTC+2) | Kownacki 7', 71' (pen.) Tomczyk 68' | Verslag | 8' Dahlström 61' Kairinen 76' F. Jensen | Stadion Widzewa, Łódź Scheidsrechter: Nenad Djokić |

|                               |                  |         |                                               |                                                         |
| 10 oktober 2017 18.30 (UTC+3) | Finland          | 0 – 5   | Denemarken                                    | Telia 5G -areena, Helsinki Scheidsrechter: Kevin Clancy |
| 10 oktober 2017 18.30 (UTC+3) | Soisalo 20', 36' | Verslag | 20', 31', 58' Skov 62' Duelund 84' Ingvartsen | Telia 5G -areena, Helsinki Scheidsrechter: Kevin Clancy |

|                               |                  |         |                          |                                                            |
| 10 oktober 2017 19.00 (UTC+3) | Litouwen         | 0 – 2   | Polen                    | Gargždaistadion, Gargždai Scheidsrechter: Stavros Mantalos |
| 10 oktober 2017 19.00 (UTC+3) | Antanavičius 86' | Verslag | 62' Tomczyk 80' Michalak | Gargždaistadion, Gargždai Scheidsrechter: Stavros Mantalos |

|                               |                                       |         |                     |                                                            |
| 10 oktober 2017 17.30 (UTC+1) | Faeröer                               | 3 – 1   | Georgië             | Tórsvøllur, Tórshavn Scheidsrechter: Farrugia Cann Trustin |
| 10 oktober 2017 17.30 (UTC+1) | M. Olsen 22' Thomsen 26' Jacobsen 39' | Verslag | 29' (e.d.) Jacobsen | Tórsvøllur, Tórshavn Scheidsrechter: Farrugia Cann Trustin |

|                                |                             |         |                 |                                                                |
| 10 november 2017 20.00 (UTC+4) | Georgië                     | 2 – 2   | Finland         | Micheil Meschistadion, Tbilisi Scheidsrechter: Oleksandr Derdo |
| 10 november 2017 20.00 (UTC+4) | Beridze 59' Tsjantoeria 86' | Verslag | 9', 83' Källman | Micheil Meschistadion, Tbilisi Scheidsrechter: Oleksandr Derdo |

|                              |                                  |         |                                             |                                                    |
| 10 november 2017 16.45 (UTC) | Faeröer                          | 2 – 2   | Polen                                       | Tórsvøllur, Tórshavn Scheidsrechter: Ferenc Karakó |
| 10 november 2017 16.45 (UTC) | M. Olsen 52' (pen.) Petersen 80' | Verslag | 35' (pen.), 51', 79' Kownacki 90+4' Bartosz | Tórsvøllur, Tórshavn Scheidsrechter: Ferenc Karakó |

|                                |                         |         |              |                                                                |
| 14 november 2017 19.00 (UTC+4) | Georgië                 | 1 – 0   | Litouwen     | Micheil Meschistadion, Tbilisi Scheidsrechter: Laurent Kopriwa |
| 14 november 2017 19.00 (UTC+4) | Matulevičius 55' (e.d.) | Verslag | 53' Lasickas | Micheil Meschistadion, Tbilisi Scheidsrechter: Laurent Kopriwa |

|                                |                                        |         |               |                                                       |
| 14 november 2017 18.00 (UTC+1) | Polen                                  | 3 – 1   | Denemarken    | Stadion GOSiR, Gdynia Scheidsrechter: Jonathan Lardot |
| 14 november 2017 18.00 (UTC+1) | Michalak 15' Tomczyk 24' Żurkowski 74' | Verslag | 90+1' Laursen | Stadion GOSiR, Gdynia Scheidsrechter: Jonathan Lardot |

|                             |              |         |         |                                                                      |
| 23 maart 2018 19.00 (UTC+4) | Georgië      | 1 – 0   | Faeröer | Tengiz Boerdzjanadzestadion, Gori Scheidsrechter: Zaven Hovhannisyan |
| 23 maart 2018 19.00 (UTC+4) | Zarandia 47' | Verslag |         | Tengiz Boerdzjanadzestadion, Gori Scheidsrechter: Zaven Hovhannisyan |

|                             |          |         |                          |                                                         |
| 23 maart 2018 18.00 (UTC+2) | Litouwen | 0 – 2   | Finland                  | Gargždaistadion, Gargždai Scheidsrechter: Zbyněk Proske |
| 23 maart 2018 18.00 (UTC+2) |          | Verslag | 61' Kairinen 72' Nissilä | Gargždaistadion, Gargždai Scheidsrechter: Zbyněk Proske |

|                             |                                 |         |                     |                                                                         |
| 27 maart 2018 17.00 (UTC+4) | Georgië                         | 2 – 2   | Denemarken          | Tengiz Boerdzjanadzestadion, Gori Scheidsrechter: Aleksandrs Anufrijevs |
| 27 maart 2018 17.00 (UTC+4) | Charaisjvili 31' Mikeltadze 63' | Verslag | 43' Skov 75' Nissen | Tengiz Boerdzjanadzestadion, Gori Scheidsrechter: Aleksandrs Anufrijevs |

|                             |              |         |          |                                                    |
| 27 maart 2018 18.00 (UTC+2) | Polen        | 1 – 0   | Litouwen | Arena Lublin, Lublin Scheidsrechter: Bojan Nikolić |
| 27 maart 2018 18.00 (UTC+2) | Kownacki 78' | Verslag |          | Arena Lublin, Lublin Scheidsrechter: Bojan Nikolić |

|                           |              |         |                                    |                                                  |
| 8 juni 2018 17.00 (UTC+1) | Faeröer      | 1 – 3   | Finland                            | Svangaskarð, Toftir Scheidsrechter: Tim Marshall |
| 8 juni 2018 17.00 (UTC+1) | Heinesen 45' | Verslag | 78', 83' Källman 90+2' Lappalainen | Svangaskarð, Toftir Scheidsrechter: Tim Marshall |

|                                |          |       |         |                                                          |
| 7 september 2018 18.00 (UTC+3) | Litouwen | 0 – 0 | Georgië | Gargždaistadion, Gargždai Scheidsrechter: Alexandru Tean |
| 7 september 2018 18.00 (UTC+3) | Verslag  |       |         | Gargždaistadion, Gargždai Scheidsrechter: Alexandru Tean |

|                                |                            |         |         |                                                        |
| 7 september 2018 18.00 (UTC+2) | Denemarken                 | 2 – 0   | Finland | Nordjyske Arena, Aalborg Scheidsrechter: Benoît Millot |
| 7 september 2018 18.00 (UTC+2) | Duelund 25' A. Olsen 90+4' | Verslag |         | Nordjyske Arena, Aalborg Scheidsrechter: Benoît Millot |

|                                |                     |         |             |                                                               |
| 7 september 2018 18.00 (UTC+2) | Polen               | 1 – 1   | Faeröer     | Stadion Zagłębia Lubin, Lubin Scheidsrechter: Robert Hennessy |
| 7 september 2018 18.00 (UTC+2) | Kownacki 72' (pen.) | Verslag | 16' Thomsen | Stadion Zagłębia Lubin, Lubin Scheidsrechter: Robert Hennessy |

|                                 |                 |         |                                       |                                                             |
| 11 september 2018 18.30 (UTC+3) | Finland         | 1 – 3   | Polen                                 | Telia 5G -areena, Helsinki Scheidsrechter: Stephan Klossner |
| 11 september 2018 18.30 (UTC+3) | Lappalainen 68' | Verslag | 66', 74' Wieteska 89' (pen.) Kownacki | Telia 5G -areena, Helsinki Scheidsrechter: Stephan Klossner |

|                                 |          |         |                         |                                                               |
| 11 september 2018 19.00 (UTC+3) | Litouwen | 0 – 2   | Denemarken              | Gargždaistadion, Gargždai Scheidsrechter: Timotheos Christofi |
| 11 september 2018 19.00 (UTC+3) |          | Verslag | 44' Abildgaard 73' Skov | Gargždaistadion, Gargždai Scheidsrechter: Timotheos Christofi |

|                               |                 |         |                                     |                                                          |
| 12 oktober 2018 18.30 (UTC+3) | Finland         | 1 – 2   | Georgië                             | OmaSP-Stadion, Seinäjoki Scheidsrechter: Milovan Milačić |
| 12 oktober 2018 18.30 (UTC+3) | Lappalainen 19' | Verslag | 75' (pen.) Mikeltadze 87' Boegridze | OmaSP-Stadion, Seinäjoki Scheidsrechter: Milovan Milačić |

|                               |             |         |                     |                                                        |
| 12 oktober 2018 18.00 (UTC+2) | Denemarken  | 1 – 1   | Polen               | Nordjyske Arena, Aalborg Scheidsrechter: Mete Kalkavan |
| 12 oktober 2018 18.00 (UTC+2) | Billing 40' | Verslag | 43' (pen.) Kownacki | Nordjyske Arena, Aalborg Scheidsrechter: Mete Kalkavan |

|                               |                            |         |                                 |                                                  |
| 12 oktober 2018 17.00 (UTC+1) | Faeröer                    | 2 – 2   | Litouwen                        | Tórsvøllur, Tórshavn Scheidsrechter: Rohit Saggi |
| 12 oktober 2018 17.00 (UTC+1) | M. Olsen 26' Andreasen 84' | Verslag | 13' Utkus 90+2' (pen.) Lasickas | Tórsvøllur, Tórshavn Scheidsrechter: Rohit Saggi |

|                               |                                                  |         |         |                                                            |
| 16 oktober 2018 18.00 (UTC+2) | Denemarken                                       | 3 – 0   | Faeröer | Nordjyske Arena, Aalborg Scheidsrechter: Christopher Jäger |
| 16 oktober 2018 18.00 (UTC+2) | Bruun Larsen 45+2' Duelund 51' Christensen 90+1' | Verslag |         | Nordjyske Arena, Aalborg Scheidsrechter: Christopher Jäger |

|                               |         |         |                                |                                                                  |
| 16 oktober 2018 19.00 (UTC+3) | Finland | 0 – 2   | Litouwen                       | Tehtaan kenttä, Valkeakoski Scheidsrechter: Ioannis Papadopoulos |
| 16 oktober 2018 19.00 (UTC+3) |         | Verslag | 51' Marazas 90+2' Matulevičius | Tehtaan kenttä, Valkeakoski Scheidsrechter: Ioannis Papadopoulos |

|                               |                                                 |         |                  |                                                     |
| 16 oktober 2018 18.00 (UTC+2) | Polen                                           | 3 – 0   | Georgië          | Stadion GOSiR, Gdynia Scheidsrechter: Arnold Hunter |
| 16 oktober 2018 18.00 (UTC+2) | Mikeltadze 52' (e.d.) Michalak 74' Kownacki 90' | Verslag | 22', 30' Koetsia | Stadion GOSiR, Gdynia Scheidsrechter: Arnold Hunter |

#### Groep 4
| Pos | Team      | Wed | W | G | V | Ptn | DV | DT | +/− | Kwalificatie                 |       | Vlag van Engeland | Vlag van Nederland | Vlag van Oekraïne | Vlag van Schotland | Vlag van Letland | Vlag van Andorra |
| --- | --------- | --- | - | - | - | --- | -- | -- | --- | ---------------------------- | ----- | ----------------- | ------------------ | ----------------- | ------------------ | ---------------- | ---------------- |
| 1   | Engeland  | 10  | 8 | 2 | 0 | 26  | 23 | 4  | +19 | Geplaatst voor hoofdtoernooi |       |                   | 0 – 0              | 2 – 1             | 3 – 1              | 3 – 0            | 7 – 0            |
| 2   | Nederland | 10  | 5 | 3 | 2 | 18  | 21 | 6  | +15 |                              |       | 1 – 1             |                    | 3 – 0             | 1 – 2              | 3 – 0            | 8 – 0            |
| 3   | Oekraïne  | 10  | 5 | 2 | 3 | 17  | 18 | 12 | +6  |                              | 0 – 2 | 1 – 1             |                    | 3 – 1             | 3 – 2              | 1 – 0            |                  |
| 4   | Schotland | 10  | 4 | 2 | 4 | 14  | 13 | 13 | 0   |                              | 0 – 2 | 2 – 0             | 0 – 2              |                   | 1 – 1              | 3 – 0            |                  |
| 5   | Letland   | 10  | 0 | 4 | 6 | 4   | 5  | 18 | −13 |                              | 1 – 2 | 0 – 3             | 1 – 1              | 0 – 2             |                    | 0 – 0            |                  |
| 6   | Andorra   | 10  | 0 | 3 | 7 | 3   | 1  | 28 | −27 |                              | 0 – 1 | 0 – 1             | 0 – 6              | 1 – 1             | 0 – 0              |                  |                  |

|                            |         |         |                  |                                                                                     |
| 10 juni 2017 18.00 (UTC+3) | Letland | 0 – 0   | Andorra          | Zemgales Olimpiskais centrs, Jelgava Toeschouwers: 459 Scheidsrechter: Luca Barbeno |
| 10 juni 2017 18.00 (UTC+3) |         | Verslag | 47', 90+3' Aláez | Zemgales Olimpiskais centrs, Jelgava Toeschouwers: 459 Scheidsrechter: Luca Barbeno |

|                                |             |         |              |                                                                                     |
| 1 september 2017 17.30 (UTC+3) | Letland     | 1 – 1   | Oekraïne     | Zemgales Olimpiskais centrs, Jelgava Toeschouwers: 648 Scheidsrechter: Tim Marshall |
| 1 september 2017 17.30 (UTC+3) | Uldriķis 9' | Verslag | 22' Ljednjev | Zemgales Olimpiskais centrs, Jelgava Toeschouwers: 648 Scheidsrechter: Tim Marshall |

|                                |               |         |                   |                                                             |
| 1 september 2017 18.00 (UTC+2) | Nederland     | 1 – 1   | Engeland          | De Vijverberg, Doetinchem Scheidsrechter: Ola Hobber Nilsen |
| 1 september 2017 18.00 (UTC+2) | Ramselaar 32' | Verslag | 20' Calvert-Lewin | De Vijverberg, Doetinchem Scheidsrechter: Ola Hobber Nilsen |

|                                |           |         |                                                                                    |                                                                  |
| 5 september 2017 18.00 (UTC+2) | Andorra   | 0 – 6   | Oekraïne                                                                           | Estadi Comunal, Andorra la Vella Scheidsrechter: Nicolas Laforge |
| 5 september 2017 18.00 (UTC+2) | Reyes 51' | Verslag | 29' Bilenky 37' (pen.), 88' Zotko 43' (pen.) Mysyk 58' Pichaljonok 86' Borjatsjoek | Estadi Comunal, Andorra la Vella Scheidsrechter: Nicolas Laforge |

|                                |                      |         |           |                                                         |
| 5 september 2017 19.30 (UTC+1) | Schotland            | 2 – 0   | Nederland | St. Mirren Park, Paisley Scheidsrechter: Rade Obrenovič |
| 5 september 2017 19.30 (UTC+1) | Burke 62' Mallan 79' | Verslag |           | St. Mirren Park, Paisley Scheidsrechter: Rade Obrenovič |

|                                |                                 |         |         |                                                                                     |
| 5 september 2017 19.45 (UTC+1) | Engeland                        | 3 – 0   | Letland | Vitality Stadium, Bournemouth Toeschouwers: 8.514 Scheidsrechter: Vasilis Dimitriou |
| 5 september 2017 19.45 (UTC+1) | Gray 13' Abraham 35' Palmer 70' | Verslag |         | Vitality Stadium, Bournemouth Toeschouwers: 8.514 Scheidsrechter: Vasilis Dimitriou |

|                              |                                               |         |         |                                                                             |
| 6 oktober 2017 18.00 (UTC+2) | Nederland                                     | 3 – 0   | Letland | De Vijverberg, Doetinchem Toeschouwers: 7.785 Scheidsrechter: Dennis Antamo |
| 6 oktober 2017 18.00 (UTC+2) | Idrissi 17' Bergwijn 35' Ramselaar 45' (pen.) | Verslag |         | De Vijverberg, Doetinchem Toeschouwers: 7.785 Scheidsrechter: Dennis Antamo |

|                              |                                           |         |            |                                                                        |
| 6 oktober 2017 19.45 (UTC+1) | Engeland                                  | 3 – 1   | Schotland  | Riverside Stadium, Middlesbrough Scheidsrechter: Juan Martínez Munuera |
| 6 oktober 2017 19.45 (UTC+1) | Onomah 14' Abraham 49' (pen.) Solanke 79' | Verslag | 78' Cadden | Riverside Stadium, Middlesbrough Scheidsrechter: Juan Martínez Munuera |

|                               |         |         |                        |                                                                       |
| 10 oktober 2017 18.00 (UTC+3) | Letland | 0 – 2   | Schotland              | Daugavastadion, Liepāja Toeschouwers: 826 Scheidsrechter: Mario Zebec |
| 10 oktober 2017 18.00 (UTC+3) |         | Verslag | 16' Burke 19' McBurnie | Daugavastadion, Liepāja Toeschouwers: 826 Scheidsrechter: Mario Zebec |

|                               |                      |         |              |                                                  |
| 10 oktober 2017 18.00 (UTC+3) | Oekraïne             | 1 – 1   | Nederland    | Obolon Arena, Kiev Scheidsrechter: Kristo Tohver |
| 10 oktober 2017 18.00 (UTC+3) | Kovalenko 29' (pen.) | Verslag | 63' Kluivert | Obolon Arena, Kiev Scheidsrechter: Kristo Tohver |

|                               |         |         |            |                                                                        |
| 10 oktober 2017 18.00 (UTC+2) | Andorra | 0 – 1   | Engeland   | Estadi Comunal, Andorra la Vella Scheidsrechter: Anastasios Papapetrou |
| 10 oktober 2017 18.00 (UTC+2) |         | Verslag | 52' Davies | Estadi Comunal, Andorra la Vella Scheidsrechter: Anastasios Papapetrou |

|                                |          |         |                                      |                                                    |
| 10 november 2017 18.00 (UTC+2) | Oekraïne | 0 – 2   | Engeland                             | Obolon Arena, Kiev Scheidsrechter: Frank Schneider |
| 10 november 2017 18.00 (UTC+2) |          | Verslag | 16' Solanke 62' (e.d.) Loekjantsjoek | Obolon Arena, Kiev Scheidsrechter: Frank Schneider |

|                                | |         |         |                                                      |
| 10 november 2017 18.30 (UTC+1) | Nederland                                                                                              | 8 – 0   | Andorra | De Vijverberg, Doetinchem Scheidsrechter: Ian McNabb |
| 10 november 2017 18.30 (UTC+1) | Til 20' Lammers 28' Idrissi 30', 58' Živković 64' Ramselaar 68' (pen.) De Jong 73' (pen.) Kluivert 78' | Verslag |         | De Vijverberg, Doetinchem Scheidsrechter: Ian McNabb |

|                              |                     |         |                            |                                                                            |
| 10 november 2017 19.30 (UTC) | Schotland           | 1 – 1   | Letland                    | McDiarmid Park, Perth Toeschouwers: 1.449 Scheidsrechter: Jørgen Burchardt |
| 10 november 2017 19.30 (UTC) | Hardie 90+3' (pen.) | Verslag | 45+6' Uldriķis 67' Stuglis | McDiarmid Park, Perth Toeschouwers: 1.449 Scheidsrechter: Jørgen Burchardt |

|                           |           |         |                                   |                                                      |
| 23 maart 2018 19.30 (UTC) | Schotland | 0 – 2   | Oekraïne                          | McDiarmid Park, Perth Scheidsrechter: Donatas Rumšas |
| 23 maart 2018 19.30 (UTC) |           | Verslag | 45+1' Borjatsjoek 90+4' Kovalenko | McDiarmid Park, Perth Scheidsrechter: Donatas Rumšas |

|                             |                      |         |              |                                                                |
| 23 maart 2018 18.00 (UTC+1) | Andorra              | 1 – 1   | Schotland    | Estadi Comunal, Andorra la Vella Scheidsrechter: Alain Durieux |
| 23 maart 2018 18.00 (UTC+1) | Fernández 77' (pen.) | Verslag | 90+1' Morgan | Estadi Comunal, Andorra la Vella Scheidsrechter: Alain Durieux |

|                             |         |         |             |                                                               |
| 27 maart 2018 18.00 (UTC+2) | Andorra | 0 – 1   | Nederland   | Estadi Comunal, Andorra la Vella Scheidsrechter: Alex Troleis |
| 27 maart 2018 18.00 (UTC+2) |         | Verslag | 41' Danjuma | Estadi Comunal, Andorra la Vella Scheidsrechter: Alex Troleis |

|                             |                               |         |                |                                                                       |
| 27 maart 2018 18.00 (UTC+1) | Engeland                      | 2 – 1   | Oekraïne       | Bramall Lane, Sheffield Scheidsrechter: Mads-Kristoffer Kristoffersen |
| 27 maart 2018 18.00 (UTC+1) | Calvert-Lewin 41' Solanke 88' | Verslag | 83' Sjaparenko | Bramall Lane, Sheffield Scheidsrechter: Mads-Kristoffer Kristoffersen |

|                                |                             |         |         |                                                             |
| 6 september 2018 19.30 (UTC+1) | Schotland                   | 3 – 0   | Andorra | Tynecastle Park, Edinburgh Scheidsrechter: Dejan Jakimovski |
| 6 september 2018 19.30 (UTC+1) | Hornby 45' (pen.), 69', 83' | Verslag |         | Tynecastle Park, Edinburgh Scheidsrechter: Dejan Jakimovski |

|                                |          |       |           |                                                       |
| 6 september 2018 19.45 (UTC+1) | Engeland | 0 – 0 | Nederland | Carrow Road, Norwich Scheidsrechter: Roi Reinshreiber |
| 6 september 2018 19.45 (UTC+1) | Verslag  |       |           | Carrow Road, Norwich Scheidsrechter: Roi Reinshreiber |

|                                |                                   |         |                          |                                                                                  |
| 7 september 2018 19.00 (UTC+3) | Oekraïne                          | 3 – 2   | Letland                  | Slavoetytsj-Arena, Zaporizja Toeschouwers: 4.252 Scheidsrechter: Ivajlo Stojanov |
| 7 september 2018 19.00 (UTC+3) | Popov 21' Sjved 28' Kovalenko 65' | Verslag | 60' Fjodorovs 63' Ķigurs | Slavoetytsj-Arena, Zaporizja Toeschouwers: 4.252 Scheidsrechter: Ivajlo Stojanov |

|                                 |                |         |                       |                                                                                         |
| 11 september 2018 17.00 (UTC+3) | Letland        | 1 – 2   | Engeland              | Zemgales Olimpiskais centrs, Jelgava Toeschouwers: 1.037 Scheidsrechter: Peter Kralović |
| 11 september 2018 17.00 (UTC+3) | Jurkovskis 28' | Verslag | 40' Abraham 73' Mount | Zemgales Olimpiskais centrs, Jelgava Toeschouwers: 1.037 Scheidsrechter: Peter Kralović |

|                                 |           |         |         |                                                            |
| 11 september 2018 19.00 (UTC+3) | Oekraïne  | 1 – 0   | Andorra | Slavoetytsj-Arena, Zaporizja Scheidsrechter: Suren Baliyan |
| 11 september 2018 19.00 (UTC+3) | Sjved 87' | Verslag |         | Slavoetytsj-Arena, Zaporizja Scheidsrechter: Suren Baliyan |

|                                 |                             |         |                        |                                                         |
| 11 september 2018 18.30 (UTC+2) | Nederland                   | 1 – 2   | Schotland              | De Vijverberg, Doetinchem Scheidsrechter: Antti Munukka |
| 11 september 2018 18.30 (UTC+2) | Koopmeiners 70' Rosario 87' | Verslag | 54', 89' (pen.) Hornby | De Vijverberg, Doetinchem Scheidsrechter: Antti Munukka |

|                               |                                                                                                   |         |         |                                                           |
| 11 oktober 2018 19.45 (UTC+1) | Engeland                                                                                          | 7 – 0   | Andorra | Proact Stadium, Chesterfield Scheidsrechter: Urs Schnyder |
| 11 oktober 2018 19.45 (UTC+1) | Lookman 9' Konsa 28' Calvert-Lewin 45+1', 48' (pen.) Solanke 82' Nelson 90+2' García 90+4' (e.d.) | Verslag |         | Proact Stadium, Chesterfield Scheidsrechter: Urs Schnyder |

|                               |                                  |         |           |                                                  |
| 12 oktober 2018 19.00 (UTC+3) | Oekraïne                         | 3 – 1   | Schotland | Obolon Arena, Kiev Scheidsrechter: Bojan Pandžić |
| 12 oktober 2018 19.00 (UTC+3) | Zoebkov 32', 56' Kovalenko 90+4' | Verslag | 1' Morgan | Obolon Arena, Kiev Scheidsrechter: Bojan Pandžić |

|                               |         |         |                                                |                                                                       |
| 12 oktober 2018 19.30 (UTC+3) | Letland | 0 – 3   | Nederland                                      | Skontostadion, Riga Toeschouwers: 738 Scheidsrechter: Nicolas Laforge |
| 12 oktober 2018 19.30 (UTC+3) |         | Verslag | 50' Kluivert 89' (e.d.) Zommers 90+4' Dilrosun | Skontostadion, Riga Toeschouwers: 738 Scheidsrechter: Nicolas Laforge |

|                               |         |         |                 |                                                                                   |
| 16 oktober 2018 18.30 (UTC+2) | Andorra | 0 – 0   | Letland         | Estadi Comunal, Andorra la Vella Toeschouwers: 152 Scheidsrechter: Vitali Romanov |
| 16 oktober 2018 18.30 (UTC+2) |         | Verslag | 67', 90' Tobers | Estadi Comunal, Andorra la Vella Toeschouwers: 152 Scheidsrechter: Vitali Romanov |

|                               |           |         |                         |                                                           |
| 16 oktober 2018 17.30 (UTC+1) | Schotland | 0 – 2   | Engeland                | Tynecastle Park, Edinburgh Scheidsrechter: Marco Di Bello |
| 16 oktober 2018 17.30 (UTC+1) |           | Verslag | 60' Nelson 90+2' Dowell | Tynecastle Park, Edinburgh Scheidsrechter: Marco Di Bello |

|                               |                                |         |          |                                                        |
| 16 oktober 2018 18.30 (UTC+2) | Nederland                      | 3 – 0   | Oekraïne | De Vijverberg, Doetinchem Scheidsrechter: Marius Avram |
| 16 oktober 2018 18.30 (UTC+2) | Kluivert 21' Živković 24', 78' | Verslag |          | De Vijverberg, Doetinchem Scheidsrechter: Marius Avram |

#### Groep 5
| Pos | Team         | Wed | W | G | V | Ptn | DV | DT | +/− | Kwalificatie                 |       | Vlag van Duitsland | Vlag van Noorwegen | Vlag van Ierland | Vlag van Israël | Vlag van Kosovo | Vlag van Azerbeidzjan |
| --- | ------------ | --- | - | - | - | --- | -- | -- | --- | ---------------------------- | ----- | ------------------ | ------------------ | ---------------- | --------------- | --------------- | --------------------- |
| 1   | Duitsland    | 10  | 8 | 1 | 1 | 25  | 33 | 7  | +26 | Geplaatst voor hoofdtoernooi |       |                    | 2 – 1              | 2 – 0            | 3 – 0           | 1 – 0           | 6 – 1                 |
| 2   | Noorwegen    | 10  | 4 | 3 | 3 | 15  | 15 | 13 | +2  |                              |       | 3 – 1              |                    | 2 – 1            | 0 – 0           | 0 – 3           | 1 – 1                 |
| 3   | Ierland      | 10  | 4 | 2 | 4 | 14  | 12 | 15 | −3  |                              | 0 – 6 | 0 – 0              |                    | 4 – 0            | 1 – 0           | 1 – 0           |                       |
| 4   | Israël       | 10  | 4 | 2 | 4 | 14  | 17 | 18 | −1  |                              | 2 – 5 | 1 – 3              | 3 – 1              |                  | 3 – 0           | 3 – 1           |                       |
| 5   | Kosovo       | 10  | 3 | 3 | 4 | 12  | 9  | 12 | −3  |                              | 0 – 0 | 3 – 2              | 1 – 1              | 0 – 4            |                 | 2 – 0           |                       |
| 6   | Azerbeidzjan | 10  | 0 | 3 | 7 | 3   | 6  | 27 | −21 |                              | 0 – 7 | 1 – 3              | 1 – 3              | 1 – 1            | 0 – 0           |                 |                       |

1. ↑  De wedstrijd tussen Noorwegen en Kosovo van 12 juni 2017 eindigde oorspronkelijk in een 5 – 0 overwinning voor Noorwegen, maar Kosovo kreeg later van de UEFA een 0 – 3 reglementaire zege toegewezen. Dit omdat bij Noorwegen Kristoffer Ajer meespeelde, terwijl hij geschorst was na gele kaarten in een wedstrijd van het onder 19-elftal van Noorwegen.[3][4]
2. 1 2  Gerangschikt op onderling resultaat: Ierland 4 – 0 Israël, Israël 3 – 1 Ierland.

|                           |             |         |        |                                                                    |
| 25 maart 2017 13.00 (UTC) | Ierland     | 1 – 0   | Kosovo | Tallaght Stadium, Dublin Scheidsrechter: Peter Kjærsgaard-Andersen |
| 25 maart 2017 13.00 (UTC) | Shodipo 56' | Verslag |        | Tallaght Stadium, Dublin Scheidsrechter: Peter Kjærsgaard-Andersen |

|                            |                                                          |                    |             |                                                                             |
| 12 juni 2017 19.00 (UTC+2) | Noorwegen                                                | 0 – 3 reglementair | Kosovo      | Marienlyststadion, Drammen Toeschouwers: 2.871 Scheidsrechter: Alex Troleis |
| 12 juni 2017 19.00 (UTC+2) | Thorsby 3' Ajer 23' Risa 66' Reitan 83' Hanche-Olsen 87' | Verslag            | 53' Kolgeci | Marienlyststadion, Drammen Toeschouwers: 2.871 Scheidsrechter: Alex Troleis |

|                                |                                                    |         |              |                                                          |
| 31 augustus 2017 19.30 (UTC+3) | Israël                                             | 3 – 1   | Azerbeidzjan | Gemeentelijk stadion, Akko Scheidsrechter: Cătălin Gaman |
| 31 augustus 2017 19.30 (UTC+3) | Barshazki 12' Peretz 38' Lavi 25' Plakuschenko 57' | Verslag | 70' Jafarov  | Gemeentelijk stadion, Akko Scheidsrechter: Cătălin Gaman |

|                                |                            |         |                         |                                                              |
| 1 september 2017 19.00 (UTC+2) | Kosovo                     | 3 – 2   | Noorwegen               | Adem Jasharistadion, Mitrovicë Scheidsrechter: Fyodor Zammit |
| 1 september 2017 19.00 (UTC+2) | Bytyqi 41', 87' Hasani 42' | Verslag | 5' Bjørdal 36' Ødegaard | Adem Jasharistadion, Mitrovicë Scheidsrechter: Fyodor Zammit |

|                                |                                |         |                               |                                                      |
| 5 september 2017 19.00 (UTC+4) | Azerbeidzjan                   | 1 – 3   | Ierland                       | Dalga Arena, Bakoe Scheidsrechter: Sándor Andó-Szabó |
| 5 september 2017 19.00 (UTC+4) | Madatov 12' Jafarov 45+3', 53' | Verslag | 9', 37' Manning 51' Grego-Cox | Dalga Arena, Bakoe Scheidsrechter: Sándor Andó-Szabó |

|                                |                  |         |        |                                                                                             |
| 5 september 2017 19.00 (UTC+2) | Duitsland        | 1 – 0   | Kosovo | Stadion an der Bremer Brücke, Osnabrück Toeschouwers: 5.331 Scheidsrechter: Dumitru Muntean |
| 5 september 2017 19.00 (UTC+2) | M. Eggestein 45' | Verslag |        | Stadion an der Bremer Brücke, Osnabrück Toeschouwers: 5.331 Scheidsrechter: Dumitru Muntean |

|                                |           |       |        |                                                               |
| 5 september 2017 19.00 (UTC+2) | Noorwegen | 0 – 0 | Israël | Marienlyststadion, Drammen Scheidsrechter: Þóroddur Hjaltalín |
| 5 september 2017 19.00 (UTC+2) | Verslag   |       |        | Marienlyststadion, Drammen Scheidsrechter: Þóroddur Hjaltalín |

|                              |         |       |           |                                                       |
| 5 oktober 2017 19.45 (UTC+1) | Ierland | 0 – 0 | Noorwegen | Tallaght Stadium, Dublin Scheidsrechter: Luís Godinho |
| 5 oktober 2017 19.45 (UTC+1) | Verslag |       |           | Tallaght Stadium, Dublin Scheidsrechter: Luís Godinho |

|                              |                                                                       |         |               | |
| 6 oktober 2017 19.00 (UTC+2) | Duitsland                                                             | 6 – 1   | Azerbeidzjan  | Stadion der Freundschaft, Cottbus Toeschouwers: 7.345 Scheidsrechter: Vilhjálmur Alvar Þórarinsson |
| 6 oktober 2017 19.00 (UTC+2) | Ochs 8', 37' Dahoud 34' Krivotsyuk 53' (e.d.) Hartel 72' Teuchert 83' | Verslag | 86' Safarzade | Stadion der Freundschaft, Cottbus Toeschouwers: 7.345 Scheidsrechter: Vilhjálmur Alvar Þórarinsson |

|                              |                                            |         |        |                                                     |
| 9 oktober 2017 15.30 (UTC+1) | Ierland                                    | 4 – 0   | Israël | Tallaght Stadium, Dublin Scheidsrechter: Fedayi San |
| 9 oktober 2017 15.30 (UTC+1) | Grego-Cox 1', 38' (pen.), 51' Charsley 35' | Verslag |        | Tallaght Stadium, Dublin Scheidsrechter: Fedayi San |

|                               |                               |         |              |                                                                              |
| 10 oktober 2017 19.00 (UTC+2) | Noorwegen                     | 3 – 1   | Duitsland    | Marienlyststadion, Drammen Toeschouwers: 1.810 Scheidsrechter: Ognjen Valjić |
| 10 oktober 2017 19.00 (UTC+2) | Thorsby 45', 71' Ødegaard 56' | Verslag | 31' Teuchert | Marienlyststadion, Drammen Toeschouwers: 1.810 Scheidsrechter: Ognjen Valjić |

|                               |              |         |                                                                       |                                                                    |
| 9 november 2017 18.00 (UTC+4) | Azerbeidzjan | 0 – 7   | Duitsland                                                             | Dalga Arena, Bakoe Toeschouwers: 150 Scheidsrechter: Daniyar Sakhi |
| 9 november 2017 18.00 (UTC+4) |              | Verslag | 2', 46', 58' Hartel 14' Amiri 28' Seydel 60' Klostermann 84' Öztunalı | Dalga Arena, Bakoe Toeschouwers: 150 Scheidsrechter: Daniyar Sakhi |

|                               |        |         |                                                |                                                                           |
| 9 november 2017 19.00 (UTC+1) | Kosovo | 0 – 4   | Israël                                         | Adem Jasharistadion, Mitrovicë Scheidsrechter: Charalambos Kalogeropoulos |
| 9 november 2017 19.00 (UTC+1) |        | Verslag | 15' Nachmias 44' Weissman 58' Dasa 90+2' Cohen | Adem Jasharistadion, Mitrovicë Scheidsrechter: Charalambos Kalogeropoulos |

|                                |                                        |         |        |                                                   |
| 14 november 2017 18.00 (UTC+4) | Azerbeidzjan                           | 0 – 0   | Kosovo | Dalga Arena, Bakoe Scheidsrechter: Roomer Tarajev |
| 14 november 2017 18.00 (UTC+4) | Krivotsyuk 80', 87' Sadigov 90', 90+5' | Verslag |        | Dalga Arena, Bakoe Scheidsrechter: Roomer Tarajev |

|                                |                            |         |                                                                   |                                                                                |
| 14 november 2017 19.30 (UTC+2) | Israël                     | 2 – 5   | Duitsland                                                         | Ramat Ganstadion, Ramat Gan Toeschouwers: 2.500 Scheidsrechter: Rade Obrenovič |
| 14 november 2017 19.30 (UTC+2) | Barshazki 44' Weissman 73' | Verslag | 17' Dahoud 54' Klostermann 79' Seydel 82' Baumgartl 90+1' Neuhaus | Ramat Ganstadion, Ramat Gan Toeschouwers: 2.500 Scheidsrechter: Rade Obrenovič |

|                                |                           |         |              |                                                             |
| 14 november 2017 19.00 (UTC+1) | Noorwegen                 | 2 – 1   | Ierland      | Marienlyststadion, Drammen Scheidsrechter: Ville Nevalainen |
| 14 november 2017 19.00 (UTC+1) | Ødegaard 19' Fossum 90+1' | Verslag | 32' Mulraney | Marienlyststadion, Drammen Scheidsrechter: Ville Nevalainen |

|                             |                                            |         |        |                                                                                 |
| 22 maart 2018 19.00 (UTC+1) | Duitsland                                  | 3 – 0   | Israël | Eintracht-Stadion, Braunschweig Toeschouwers: 6.071 Scheidsrechter: Mario Zebec |
| 22 maart 2018 19.00 (UTC+1) | Löwen 11' Teuchert 26' Öztunalı 88' (pen.) | Verslag |        | Eintracht-Stadion, Braunschweig Toeschouwers: 6.071 Scheidsrechter: Mario Zebec |

|                             |                        |         |              |                                                                 |
| 22 maart 2018 19.00 (UTC+1) | Kosovo                 | 2 – 0   | Azerbeidzjan | Adem Jasharistadion, Mitrovicë Scheidsrechter: Donald Robertson |
| 22 maart 2018 19.00 (UTC+1) | Hasani 54' Kolgeci 61' | Verslag |              | Adem Jasharistadion, Mitrovicë Scheidsrechter: Donald Robertson |

|                             |                         |         |                                    |                                                                   |
| 27 maart 2018 19.45 (UTC+3) | Israël                  | 1 – 3   | Noorwegen                          | Ramat Ganstadion, Ramat Gan Scheidsrechter: Manfredas Lukjančukas |
| 27 maart 2018 19.45 (UTC+3) | Hanche-Olsen 55' (e.d.) | Verslag | 5', 7' (pen.) Espejord 31' Ryerson | Ramat Ganstadion, Ramat Gan Scheidsrechter: Manfredas Lukjančukas |

|                             |         |       |           |                                                                                      |
| 27 maart 2018 18.45 (UTC+2) | Kosovo  | 0 – 0 | Duitsland | Adem Jasharistadion, Mitrovicë Toeschouwers: 7.850 Scheidsrechter: Sándor Andó-Szabó |
| 27 maart 2018 18.45 (UTC+2) | Verslag |       |           | Adem Jasharistadion, Mitrovicë Toeschouwers: 7.850 Scheidsrechter: Sándor Andó-Szabó |

|                             |                 |         |              |                                                      |
| 27 maart 2018 19.30 (UTC+1) | Ierland         | 1 – 0   | Azerbeidzjan | Tallaght Stadium, Dublin Scheidsrechter: Filip Glova |
| 27 maart 2018 19.30 (UTC+1) | Donnellan 90+9' | Verslag |              | Tallaght Stadium, Dublin Scheidsrechter: Filip Glova |

|                                |              |         |              |                                                          |
| 6 september 2018 21.00 (UTC+4) | Azerbeidzjan | 1 – 1   | Israël       | Dalga Arena, Bakoe Scheidsrechter: Trustin Farrugia Cann |
| 6 september 2018 21.00 (UTC+4) | Dadashov 1'  | Verslag | 30' Weissman | Dalga Arena, Bakoe Scheidsrechter: Trustin Farrugia Cann |

|                                |            |         |            |                                                               |
| 7 september 2018 19.00 (UTC+2) | Kosovo     | 1 – 1   | Ierland    | Adem Jasharistadion, Mitrovicë Scheidsrechter: Petr Ardeleánu |
| 7 september 2018 19.00 (UTC+2) | Hasani 64' | Verslag | 82' Curtis | Adem Jasharistadion, Mitrovicë Scheidsrechter: Petr Ardeleánu |

|                                 |              |         |                           |                                                 |
| 11 september 2018 20.00 (UTC+4) | Azerbeidzjan | 1 – 3   | Noorwegen                 | Dalga Arena, Bakoe Scheidsrechter: Barbeno Luca |
| 11 september 2018 20.00 (UTC+4) | Ekinjier 56' | Verslag | 48' Risa 50', 76' Thorsby | Dalga Arena, Bakoe Scheidsrechter: Barbeno Luca |

|                                 |         |         |                                                                       |                                                                                  |
| 11 september 2018 18.00 (UTC+1) | Ierland | 0 – 6   | Duitsland                                                             | Tallaght Stadium, Dublin Toeschouwers: 2.325 Scheidsrechter: Alejandro Hernández |
| 11 september 2018 18.00 (UTC+1) |         | Verslag | 6' Seydel 22' (pen.), 66', 73' (pen.) Teuchert 83' (pen.), 86' Serdar | Tallaght Stadium, Dublin Toeschouwers: 2.325 Scheidsrechter: Alejandro Hernández |

|                               |                                              |         |          |                                                            |
| 11 oktober 2018 17.00 (UTC+3) | Israël                                       | 3 – 1   | Ierland  | Gemeentelijk stadion, Akko Scheidsrechter: Lawrence Visser |
| 11 oktober 2018 17.00 (UTC+3) | Kanichowsky 15' Plakuschenko 77' Cohen 90+7' | Verslag | 64' Hale | Gemeentelijk stadion, Akko Scheidsrechter: Lawrence Visser |

|                               |                              |         |           |                                                            |
| 12 oktober 2018 20.00 (UTC+2) | Duitsland                    | 2 – 1   | Noorwegen | Audi-Sportpark, Ingolstadt Scheidsrechter: Kirill Levnikov |
| 12 oktober 2018 20.00 (UTC+2) | Teuchert 21' Waldschmidt 31' | Verslag | 46' Risa  | Audi-Sportpark, Ingolstadt Scheidsrechter: Kirill Levnikov |

|                               |                           |         |        |                                                           |
| 16 oktober 2018 18.00 (UTC+3) | Israël                    | 3 – 0   | Kosovo | Ramat Ganstadion, Ramat Gan Scheidsrechter: Michal Ocenáš |
| 16 oktober 2018 18.00 (UTC+3) | Ganem 10', 45+2' Meir 72' | Verslag |        | Ramat Ganstadion, Ramat Gan Scheidsrechter: Michal Ocenáš |

|                               |                        |         |         |                                                    |
| 16 oktober 2018 18.15 (UTC+2) | Duitsland              | 2 – 0   | Ierland | Voith-Arena, Heidenheim Scheidsrechter: Karim Abed |
| 16 oktober 2018 18.15 (UTC+2) | Serra 32' Öztunalı 40' | Verslag |         | Voith-Arena, Heidenheim Scheidsrechter: Karim Abed |

|                               |              |         |                      |                                                           |
| 16 oktober 2018 18.15 (UTC+2) | Noorwegen    | 1 – 1   | Azerbeidzjan         | Marienlyststadion, Drammen Scheidsrechter: Volen Tsjinkov |
| 16 oktober 2018 18.15 (UTC+2) | Østigård 76' | Verslag | 9' (pen.) Muradbayli | Marienlyststadion, Drammen Scheidsrechter: Volen Tsjinkov |

#### Groep 6
| Pos | Team      | Wed | W | G | V | Ptn | DV | DT | +/− | Kwalificatie                 |       | Vlag van België | Vlag van Zweden | Vlag van Turkije | Vlag van Hongarije | Vlag van Cyprus | Vlag van Malta |
| --- | --------- | --- | - | - | - | --- | -- | -- | --- | ---------------------------- | ----- | --------------- | --------------- | ---------------- | ------------------ | --------------- | -------------- |
| 1   | België    | 10  | 8 | 2 | 0 | 26  | 23 | 5  | +18 | Geplaatst voor hoofdtoernooi |       |                 | 1 – 1           | 0 – 0            | 3 – 0              | 3 – 2           | 2 – 1          |
| 2   | Zweden    | 10  | 6 | 2 | 2 | 20  | 19 | 8  | +11 |                              |       | 0 – 3           |                 | 0 – 1            | 1 – 0              | 4 – 1           | 3 – 0          |
| 3   | Turkije   | 10  | 5 | 2 | 3 | 17  | 14 | 10 | +4  |                              | 1 – 2 | 0 – 3           |                 | 0 – 0            | 4 – 0              | 4 – 2           |                |
| 4   | Hongarije | 10  | 3 | 2 | 5 | 11  | 12 | 14 | −2  |                              | 0 – 3 | 2 – 2           | 1 – 2           |                  | 4 – 0              | 2 – 1           |                |
| 5   | Cyprus    | 10  | 2 | 1 | 7 | 7   | 8  | 23 | −15 |                              | 0 – 2 | 0 – 1           | 2 – 1           | 0 – 2            |                    | 2 – 1           |                |
| 6   | Malta     | 10  | 1 | 1 | 8 | 4   | 8  | 24 | −16 |                              | 0 – 4 | 0 – 4           | 0 – 1           | 2 – 1            | 1 – 1              |                 |                |

|                             |                     |         |           |                                              |
| 27 maart 2017 20.00 (UTC+2) | België              | 2 – 1   | Malta     | Den Dreef, Leuven Scheidsrechter: Rob Harvey |
| 27 maart 2017 20.00 (UTC+2) | Mmaee 43' Cools 54' | Verslag | 69' Grech | Den Dreef, Leuven Scheidsrechter: Rob Harvey |

|                                |                                |         |          |                                                     |
| 1 september 2017 19.00 (UTC+3) | Cyprus                         | 2 – 1   | Malta    | AEK Arena, Larnaca Scheidsrechter: Stefan Apostolov |
| 1 september 2017 19.00 (UTC+3) | Anastasiou 41' Iosifidis 90+3' | Verslag | 34' Borg | AEK Arena, Larnaca Scheidsrechter: Stefan Apostolov |

|                                |                        |         |             |                                                    |
| 5 september 2017 17.00 (UTC+2) | Hongarije              | 2 – 1   | Malta       | Alcuferstadion, Győr Scheidsrechter: Juri Frischer |
| 5 september 2017 17.00 (UTC+2) | Bíró 16' Lenzsér 90+1' | Verslag | 19' Beerman | Alcuferstadion, Győr Scheidsrechter: Juri Frischer |

|                                |                                    |         |            |                                                          |
| 5 september 2017 18.45 (UTC+2) | Zweden                             | 4 – 1   | Cyprus     | Falkenbergs IP, Falkenberg Scheidsrechter: Ömar Pasjajev |
| 5 september 2017 18.45 (UTC+2) | Strandberg 3', 5', 38' Rakip 90+1' | Verslag | 90+3' Elia | Falkenbergs IP, Falkenberg Scheidsrechter: Ömar Pasjajev |

|                                |         |       |         |                                                   |
| 5 september 2017 20.00 (UTC+2) | België  | 0 – 0 | Turkije | Den Dreef, Leuven Scheidsrechter: Fábio Veríssimo |
| 5 september 2017 20.00 (UTC+2) | Verslag |       |         | Den Dreef, Leuven Scheidsrechter: Fábio Veríssimo |

|                              |                       |         |           |                                                   |
| 5 oktober 2017 17.00 (UTC+3) | Cyprus                | 2 – 1   | Turkije   | AEK Arena, Larnaca Scheidsrechter: Daniel Siebert |
| 5 oktober 2017 17.00 (UTC+3) | Karo 53' Soteriou 58' | Verslag | 41' Çınar | AEK Arena, Larnaca Scheidsrechter: Daniel Siebert |

|                              |                  |         |               |                                                    |
| 6 oktober 2017 20.00 (UTC+2) | België           | 1 – 1   | Zweden        | Den Dreef, Leuven Scheidsrechter: Nikola Dabanović |
| 6 oktober 2017 20.00 (UTC+2) | Vanlerberghe 30' | Verslag | 61' Dagerstål | Den Dreef, Leuven Scheidsrechter: Nikola Dabanović |

|                               |        |         |                             |                                                    |
| 10 oktober 2017 17.00 (UTC+3) | Cyprus | 0 – 2   | België                      | AEK Arena, Larnaca Scheidsrechter: Kirill Levnikov |
| 10 oktober 2017 17.00 (UTC+3) |        | Verslag | 51' Lukebakio 90+3' Bastien | AEK Arena, Larnaca Scheidsrechter: Kirill Levnikov |

|                               |         |       |           |                                                                       |
| 10 oktober 2017 18.00 (UTC+3) | Turkije | 0 – 0 | Hongarije | Recep Tayyip Erdoğanstadion, Istanboel Scheidsrechter: Kai Erik Steen |
| 10 oktober 2017 18.00 (UTC+3) | Verslag |       |           | Recep Tayyip Erdoğanstadion, Istanboel Scheidsrechter: Kai Erik Steen |

|                               |                                     |         |       |                                                    |
| 10 oktober 2017 18.45 (UTC+2) | Zweden                              | 3 – 0   | Malta | Olympia, Helsingborg Scheidsrechter: Luís Teixeira |
| 10 oktober 2017 18.45 (UTC+2) | Ssewankambo 31' Strandberg 50', 70' | Verslag |       | Olympia, Helsingborg Scheidsrechter: Luís Teixeira |

|                               |                                          |         |                              |                                               |
| 9 november 2017 20.00 (UTC+1) | België                                   | 3 – 2   | Cyprus                       | Den Dreef, Leuven Scheidsrechter: Enea Jorgji |
| 9 november 2017 20.00 (UTC+1) | Mbenza 15' Dimata 45+2' Leya Iseka 90+2' | Verslag | 49' Papageorgiou 75' Frangos | Den Dreef, Leuven Scheidsrechter: Enea Jorgji |

|                                |       |         |                 |                                                           |
| 10 november 2017 15.00 (UTC+1) | Malta | 0 – 1   | Turkije         | Centenarystadion, Ta' Qali Scheidsrechter: Alexandru Tean |
| 10 november 2017 15.00 (UTC+1) |       | Verslag | 50' Kanatsızkuş | Centenarystadion, Ta' Qali Scheidsrechter: Alexandru Tean |

|                                |               |         |                         |                                                                  |
| 10 november 2017 17.00 (UTC+1) | Hongarije     | 2 – 2   | Zweden                  | Szusza Ferencstadion, Boedapest Scheidsrechter: Adrien Jaccottet |
| 10 november 2017 17.00 (UTC+1) | Bíró 16', 18' | Verslag | 44' Engvall 85' Larsson | Szusza Ferencstadion, Boedapest Scheidsrechter: Adrien Jaccottet |

|                                |                          |         |                                     |                                                                      |
| 14 november 2017 17.00 (UTC+3) | Turkije                  | 1 – 2   | België                              | Recep Tayyip Erdoğanstadion, Istanboel Scheidsrechter: Tomasz Musiał |
| 14 november 2017 17.00 (UTC+3) | Okutan 5' Hanlı 41', 62' | Verslag | 45+2' (e.d.) Demiral 87' Schrijvers | Recep Tayyip Erdoğanstadion, Istanboel Scheidsrechter: Tomasz Musiał |

|                                |               |         |                      |                                                   |
| 14 november 2017 16.00 (UTC+2) | Cyprus        | 0 – 2   | Hongarije            | AEK Arena, Larnaca Scheidsrechter: Horațiu Feșnic |
| 14 november 2017 16.00 (UTC+2) | Artymatas 88' | Verslag | 50' Sallói 80' Haris | AEK Arena, Larnaca Scheidsrechter: Horațiu Feșnic |

|                             |                                                   |         |        |                                                               |
| 22 maart 2018 20.00 (UTC+1) | Hongarije                                         | 4 – 0   | Cyprus | Hidegkuti Nándorstadion, Boedapest Scheidsrechter: Rob Harvey |
| 22 maart 2018 20.00 (UTC+1) | Bíró 8' Szalai 23' Kyriakou 49' (e.d.) Zsótér 75' | Verslag |        | Hidegkuti Nándorstadion, Boedapest Scheidsrechter: Rob Harvey |

|                             |         |         |                             |                                                               |
| 23 maart 2018 17.00 (UTC+3) | Turkije | 0 – 3   | Zweden                      | Kırbıyık Holdingstadion, Alanya Scheidsrechter: Dennis Higler |
| 23 maart 2018 17.00 (UTC+3) |         | Verslag | 7', 83' Asoro 40' Ingelsson | Kırbıyık Holdingstadion, Alanya Scheidsrechter: Dennis Higler |

|                             |                                                |         |           |                                              |
| 26 maart 2018 20.00 (UTC+1) | België                                         | 3 – 0   | Hongarije | Den Dreef, Leuven Scheidsrechter: Erez Papir |
| 26 maart 2018 20.00 (UTC+1) | Schrijvers 19' Lukebakio 64' Dimata 72' (pen.) | Verslag | 10' Tóth  | Den Dreef, Leuven Scheidsrechter: Erez Papir |

|                             |                            |         |                |                                                    |
| 27 maart 2018 15.00 (UTC+3) | Cyprus                     | 0 – 1   | Zweden         | AEK Arena, Larnaca Scheidsrechter: Fábio Veríssimo |
| 27 maart 2018 15.00 (UTC+3) | Christodoulou 90+2', 90+6' | Verslag | 90+7' Brorsson | AEK Arena, Larnaca Scheidsrechter: Fábio Veríssimo |

|                             |                                             |         |                |                                                               |
| 27 maart 2018 17.00 (UTC+3) | Turkije                                     | 4 – 2   | Malta          | Kırbıyık Holdingstadion, Alanya Scheidsrechter: Ömar Pasjajev |
| 27 maart 2018 17.00 (UTC+3) | Çağlayan 12' Toköz 17' Hümmet 20' Çınar 35' | Verslag | 28', 49' Nwoko | Kırbıyık Holdingstadion, Alanya Scheidsrechter: Ömar Pasjajev |

|                           |       |         |                                                   |                                                                      |
| 7 juni 2018 17.30 (UTC+2) | Malta | 0 – 4   | Zweden                                            | Centenarystadion, Ta' Qali Scheidsrechter: Peter Kjærsgaard-Andersen |
| 7 juni 2018 17.30 (UTC+2) |       | Verslag | 4' Andersson 31', 60' Strandberg 80' (pen.) Rakip | Centenarystadion, Ta' Qali Scheidsrechter: Peter Kjærsgaard-Andersen |

|                                |       |         |                                                        |                                                           |
| 7 september 2018 17.00 (UTC+2) | Malta | 0 – 4   | België                                                 | Centenarystadion, Ta' Qali Scheidsrechter: Roomer Tarajev |
| 7 september 2018 17.00 (UTC+2) |       | Verslag | 11' Dimata 18' Schrijvers 59' Lukebakio 69' Leya Iseka | Centenarystadion, Ta' Qali Scheidsrechter: Roomer Tarajev |

|                                |                                                             |         |        |                                                                      |
| 7 september 2018 19.00 (UTC+3) | Turkije                                                     | 4 – 0   | Cyprus | Recep Tayyip Erdoğanstadion, Istanboel Scheidsrechter: Danilo Grujić |
| 7 september 2018 19.00 (UTC+3) | Demirbağ 3' Çınar 76', 81' (pen.) Hadjipaschalis 88' (e.d.) | Verslag |        | Recep Tayyip Erdoğanstadion, Istanboel Scheidsrechter: Danilo Grujić |

|                                |              |         |           |                                                         |
| 7 september 2018 18.30 (UTC+2) | Zweden       | 1 – 0   | Hongarije | Falkenbergs IP, Falkenberg Scheidsrechter: Kevin Clancy |
| 7 september 2018 18.30 (UTC+2) | Svanberg 26' | Verslag |           | Falkenbergs IP, Falkenberg Scheidsrechter: Kevin Clancy |

|                                 |           |         |                                       |                                                               |
| 11 september 2018 18.00 (UTC+2) | Hongarije | 0 – 3   | België                                | Szusza Ferencstadion, Boedapest Scheidsrechter: Tiago Martins |
| 11 september 2018 18.00 (UTC+2) |           | Verslag | 20', 73' (pen.) Dimata 86' Schrijvers | Szusza Ferencstadion, Boedapest Scheidsrechter: Tiago Martins |

|                                 |        |         |                 |                                                       |
| 11 september 2018 18.30 (UTC+2) | Zweden | 0 – 1   | Turkije         | Olympia, Helsingborg Scheidsrechter: Sergey Lapochkin |
| 11 september 2018 18.30 (UTC+2) |        | Verslag | 32' Kanatsızkuş | Olympia, Helsingborg Scheidsrechter: Sergey Lapochkin |

|                               |                               |         |            |                                                            |
| 12 oktober 2018 17.00 (UTC+2) | Malta                         | 2 – 1   | Hongarije  | Centenarystadion, Ta' Qali Scheidsrechter: Eldorjan Hamiti |
| 12 oktober 2018 17.00 (UTC+2) | Guillaumier 12' Beerman 90+1' | Verslag | 49' Szalai | Centenarystadion, Ta' Qali Scheidsrechter: Eldorjan Hamiti |

|                               |             |         |             |                                                          |
| 16 oktober 2018 17.00 (UTC+2) | Malta       | 1 – 1   | Cyprus      | Centenarystadion, Ta' Qali Scheidsrechter: Admir Šehović |
| 16 oktober 2018 17.00 (UTC+2) | Nwoko 90+2' | Verslag | 35' Wheeler | Centenarystadion, Ta' Qali Scheidsrechter: Admir Šehović |

|                               |                              |         |                       |                                                    |
| 16 oktober 2018 18.30 (UTC+2) | Hongarije                    | 1 – 2   | Turkije               | Pancho Arena, Felcsút Scheidsrechter: Duje Strukan |
| 16 oktober 2018 18.30 (UTC+2) | Vida 9' Szivacski 45', 90+1' | Verslag | 53' Hümmet 81' Okutan | Pancho Arena, Felcsút Scheidsrechter: Duje Strukan |

|                               |                 |         |                               |                                                          |
| 16 oktober 2018 18.30 (UTC+2) | Zweden          | 0 – 3   | België                        | Guldfågeln Arena, Kalmar Scheidsrechter: Frank Schneider |
| 16 oktober 2018 18.30 (UTC+2) | Ssewankambo 41' | Verslag | 29', 40' Dimata 65' Lukebakio | Guldfågeln Arena, Kalmar Scheidsrechter: Frank Schneider |

#### Groep 7
| Pos | Team       | Wed | W | G | V | Ptn | DV | DT | +/− | Kwalificatie                 |       | Vlag van Servië | Vlag van Oostenrijk | Vlag van Rusland | Vlag van Armenië | Vlag van Macedonië | Vlag van Gibraltar |
| --- | ---------- | --- | - | - | - | --- | -- | -- | --- | ---------------------------- | ----- | --------------- | ------------------- | ---------------- | ---------------- | ------------------ | ------------------ |
| 1   | Servië     | 10  | 8 | 2 | 0 | 26  | 23 | 5  | +18 | Geplaatst voor hoofdtoernooi |       |                 | 0 – 0               | 3 – 2            | 0 – 0            | 2 – 1              | 4 – 0              |
| 2   | Oostenrijk | 10  | 7 | 1 | 2 | 22  | 25 | 7  | +18 | Play-offs                    |       | 1 – 3           |                     | 3 – 2            | 2 – 1            | 2 – 0              | 3 – 0              |
| 3   | Rusland    | 10  | 6 | 1 | 3 | 19  | 25 | 13 | +12 |                              |       | 1 – 2           | 1 – 0               |                  | 0 – 0            | 5 – 1              | 3 – 0              |
| 4   | Armenië    | 10  | 2 | 3 | 5 | 9   | 9  | 16 | −7  |                              | 0 – 1 | 0 – 5           | 1 – 2               |                  | 0 – 3            | 1 – 0              |                    |
| 5   | Macedonië  | 10  | 2 | 1 | 7 | 7   | 17 | 24 | −7  |                              | 0 – 2 | 0 – 4           | 3 – 4               | 3 – 3            |                  | 6 – 1              |                    |
| 6   | Gibraltar  | 10  | 1 | 0 | 9 | 3   | 2  | 36 | −34 |                              | 0 – 6 | 0 – 5           | 0 – 5               | 0 – 3            | 1 – 0            |                    |                    |

|                           |                                    |         |           |                                                                                |
| 8 juni 2017 20.30 (UTC+2) | Oostenrijk                         | 3 – 0   | Gibraltar | Sonnenseestadion, Ritzing Toeschouwers: 300 Scheidsrechter: Giorgi Kroeasjvili |
| 8 juni 2017 20.30 (UTC+2) | Friedl 6' Horvath 60' Prokop 90+5' | Verslag |           | Sonnenseestadion, Ritzing Toeschouwers: 300 Scheidsrechter: Giorgi Kroeasjvili |

|                            |           |         |                                          |                                                                                       |
| 13 juni 2017 19.00 (UTC+1) | Gibraltar | 0 – 3   | Armenië                                  | Estádio Algarve, Faro/Loulé (Portugal) Toeschouwers: 100 Scheidsrechter: Duje Strukan |
| 13 juni 2017 19.00 (UTC+1) |           | Verslag | 9' Petrosyan 74' Arakelyan 85' Avetisyan | Estádio Algarve, Faro/Loulé (Portugal) Toeschouwers: 100 Scheidsrechter: Duje Strukan |

|                                |         |       |         |                                                                             |
| 31 augustus 2017 19.00 (UTC+3) | Rusland | 0 – 0 | Armenië | Lokomotivstadion, Moskou Toeschouwers: 1.750 Scheidsrechter: Edin Jakupović |
| 31 augustus 2017 19.00 (UTC+3) | Verslag |       |         | Lokomotivstadion, Moskou Toeschouwers: 1.750 Scheidsrechter: Edin Jakupović |

|                                |                                          |         |           |                                                                              |
| 1 september 2017 18.00 (UTC+2) | Servië                                   | 4 – 0   | Gibraltar | Stadion Jagodina, Jagodina Toeschouwers: 3.000 Scheidsrechter: Iwan Griffith |
| 1 september 2017 18.00 (UTC+2) | Živković 19' Pantić 28', 39' Jović 45+2' | Verslag |           | Stadion Jagodina, Jagodina Toeschouwers: 3.000 Scheidsrechter: Iwan Griffith |

|                                |         |         |                         |                                                                                     |
| 5 september 2017 19.00 (UTC+4) | Armenië | 0 – 3   | Macedonië               | Armeense Voetbalacademie, Jerevan Toeschouwers: 1.100 Scheidsrechter: Zbyněk Proske |
| 5 september 2017 19.00 (UTC+4) |         | Verslag | 8', 26', 72' Kostadinov | Armeense Voetbalacademie, Jerevan Toeschouwers: 1.100 Scheidsrechter: Zbyněk Proske |

|                                |                                    |         |           |                                                                            |
| 5 september 2017 19.00 (UTC+3) | Rusland                            | 3 – 0   | Gibraltar | Arsenalstadion, Toela Toeschouwers: 8.260 Scheidsrechter: Furkat Atazhanov |
| 5 september 2017 19.00 (UTC+3) | Zoejev 44' Goeliëv 71' Tsjalov 89' | Verslag |           | Arsenalstadion, Toela Toeschouwers: 8.260 Scheidsrechter: Furkat Atazhanov |

|                              |                      |         |             |                                                                                   |
| 2 oktober 2017 18.00 (UTC+4) | Armenië              | 1 – 0   | Gibraltar   | Armeense Voetbalacademie, Jerevan Toeschouwers: 300 Scheidsrechter: Michal Ocenáš |
| 2 oktober 2017 18.00 (UTC+4) | Avetisyan 54' (pen.) | Verslag | 90+3' Serra | Armeense Voetbalacademie, Jerevan Toeschouwers: 300 Scheidsrechter: Michal Ocenáš |

|                              |                          |         |            |                                                                              |
| 6 oktober 2017 15.00 (UTC+3) | Rusland                  | 1 – 0   | Oostenrijk | Oktjabrstadion, Moskou Toeschouwers: 1.643 Scheidsrechter: Mohammed Al-Hakim |
| 6 oktober 2017 15.00 (UTC+3) | Zjemaletdinov 27' (pen.) | Verslag |            | Oktjabrstadion, Moskou Toeschouwers: 1.643 Scheidsrechter: Mohammed Al-Hakim |

|                              |                       |         |                        |                                                                                              |
| 6 oktober 2017 15.00 (UTC+2) | Macedonië             | 0 – 2   | Servië                 | Training Centre Petar Miloševski, Skopje Toeschouwers: 800 Scheidsrechter: François Letexier |
| 6 oktober 2017 15.00 (UTC+2) | Cheshmedjiev 41', 86' | Verslag | 22' Lukić 37' Živković | Training Centre Petar Miloševski, Skopje Toeschouwers: 800 Scheidsrechter: François Letexier |

|                               |         |         |                                                  |                                                                                        |
| 10 oktober 2017 18.00 (UTC+4) | Armenië | 0 – 5   | Oostenrijk                                       | Armeense Voetbalacademie, Jerevan Toeschouwers: 800 Scheidsrechter: Bryn Markham-Jones |
| 10 oktober 2017 18.00 (UTC+4) |         | Verslag | 49', 81' Kvasina 60', 75' Schlager 78' Jakupović | Armeense Voetbalacademie, Jerevan Toeschouwers: 800 Scheidsrechter: Bryn Markham-Jones |

|                               |              |         |                        |                                                                                               |
| 10 oktober 2017 16.00 (UTC+1) | Gibraltar    | 1 – 0   | Macedonië              | Estádio Algarve, Faro/Loulé (Portugal) Toeschouwers: 75 Scheidsrechter: Manfredas Lukjančukas |
| 10 oktober 2017 16.00 (UTC+1) | Torrilla 64' | Verslag | 63', 90+4' Popzlatanov | Estádio Algarve, Faro/Loulé (Portugal) Toeschouwers: 75 Scheidsrechter: Manfredas Lukjančukas |

|                               |                           |         |                                |                                                                              |
| 10 oktober 2017 18.00 (UTC+2) | Servië                    | 3 – 2   | Rusland                        | Karadjordjestadion, Novi Sad Toeschouwers: 1.685 Scheidsrechter: Ádám Farkas |
| 10 oktober 2017 18.00 (UTC+2) | Pantić 14' Jović 33', 60' | Verslag | 26' Zjemaletdinov 42' Melkadze | Karadjordjestadion, Novi Sad Toeschouwers: 1.685 Scheidsrechter: Ádám Farkas |

|                                |                  |         |                        |                                                                                  |
| 10 november 2017 15.00 (UTC+4) | Armenië          | 1 – 2   | Rusland                | Armeense Voetbalacademie, Jerevan Toeschouwers: 250 Scheidsrechter: Nikola Popov |
| 10 november 2017 15.00 (UTC+4) | Yeghiazaryan 69' | Verslag | 25' Bakajev 48' Zoejev | Armeense Voetbalacademie, Jerevan Toeschouwers: 250 Scheidsrechter: Nikola Popov |

|                                |            |         |                                         |                                                                                            |
| 10 november 2017 18.30 (UTC+1) | Oostenrijk | 1 – 3   | Servië                                  | Bundesstadion Südstadt, Maria Enzersdorf Toeschouwers: 1.290 Scheidsrechter: Aliyar Ağayev |
| 10 november 2017 18.30 (UTC+1) | Laimer 80' | Verslag | 30' Lutovac 87' (pen.) Jović 90+1' Ilić | Bundesstadion Südstadt, Maria Enzersdorf Toeschouwers: 1.290 Scheidsrechter: Aliyar Ağayev |

|                                |                      |         |             |                                                                                     |
| 14 november 2017 15.00 (UTC+4) | Armenië              | 0 – 1   | Servië      | Armeense Voetbalacademie, Jerevan Toeschouwers: 500 Scheidsrechter: Alan Mario Sant |
| 14 november 2017 15.00 (UTC+4) | Kocharyan 90', 90+4' | Verslag | 53' Lutovac | Armeense Voetbalacademie, Jerevan Toeschouwers: 500 Scheidsrechter: Alan Mario Sant |

|                                |                     |         |                                          |                                                                         |
| 14 november 2017 13.00 (UTC+1) | Macedonië           | 0 – 4   | Oostenrijk                               | Philip II Arena, Skopje Toeschouwers: 555 Scheidsrechter: João Pinheiro |
| 14 november 2017 13.00 (UTC+1) | Kostadinov 34', 80' | Verslag | 12', 54' Jakupović 26' Honsak 36' Laimer | Philip II Arena, Skopje Toeschouwers: 555 Scheidsrechter: João Pinheiro |

|                             |                                                  |         |                                              |                                                                                           |
| 23 maart 2018 14.00 (UTC+1) | Macedonië                                        | 3 – 4   | Rusland                                      | Training Centre Petar Miloševski, Skopje Toeschouwers: 250 Scheidsrechter: Horațiu Feșnic |
| 23 maart 2018 14.00 (UTC+1) | Amanović 41' (pen.), 86', 82', 90' Petkovski 64' | Verslag | 25' Obljakov 37', 69' Melkadze 90+4' Bakajev | Training Centre Petar Miloševski, Skopje Toeschouwers: 250 Scheidsrechter: Horațiu Feșnic |

|                             |           |         |                                                                  |                                                                            |
| 23 maart 2018 20.00 (UTC+1) | Gibraltar | 0 – 6   | Servië                                                           | Victoriastadion, Gibraltar Toeschouwers: 500 Scheidsrechter: Juri Frischer |
| 23 maart 2018 20.00 (UTC+1) |           | Verslag | 15' Lukić 21', 61' Jović 41' Gajić 49' Lutovac 82' (e.d.) Britto | Victoriastadion, Gibraltar Toeschouwers: 500 Scheidsrechter: Juri Frischer |

|                             |                 |         |           |                                                                                             |
| 27 maart 2018 18.00 (UTC+2) | Oostenrijk      | 2 – 0   | Macedonië | Bundesstadion Südstadt, Maria Enzersdorf Toeschouwers: 800 Scheidsrechter: Furkat Atazhanov |
| 27 maart 2018 18.00 (UTC+2) | Honsak 65', 73' | Verslag |           | Bundesstadion Südstadt, Maria Enzersdorf Toeschouwers: 800 Scheidsrechter: Furkat Atazhanov |

|                             |           |         |                                                          |                                                                                |
| 27 maart 2018 20.00 (UTC+2) | Gibraltar | 0 – 5   | Rusland                                                  | Victoriastadion, Gibraltar Toeschouwers: 788 Scheidsrechter: Vasilis Dimitriou |
| 27 maart 2018 20.00 (UTC+2) |           | Verslag | 39', 45+1', 69' Melkadze 64' (e.d.) Barnett 81' Toegarev | Victoriastadion, Gibraltar Toeschouwers: 788 Scheidsrechter: Vasilis Dimitriou |

|                                |                               |         |                  |                                                                           |
| 7 september 2018 18.00 (UTC+2) | Oostenrijk                    | 2 – 1   | Armenië          | Sonnenseestadion, Ritzing Toeschouwers: 200 Scheidsrechter: Sergej Ivanov |
| 7 september 2018 18.00 (UTC+2) | Kvasina 3' (pen.) Ullmann 70' | Verslag | 61' Bichakhchyan | Sonnenseestadion, Ritzing Toeschouwers: 200 Scheidsrechter: Sergej Ivanov |

|                                |                                    |         |                |                                                                              |
| 7 september 2018 18.00 (UTC+2) | Servië                             | 2 – 1   | Macedonië      | Karadjordjestadion, Novi Sad Toeschouwers: 935 Scheidsrechter: Dennis Higler |
| 7 september 2018 18.00 (UTC+2) | Šaponjić 28' (pen.) Ranđelović 80' | Verslag | 64' Kostadinov | Karadjordjestadion, Novi Sad Toeschouwers: 935 Scheidsrechter: Dennis Higler |

|                                 |                                                  |         |                                                 |                                                                                         |
| 11 september 2018 15.30 (UTC+2) | Macedonië                                        | 3 – 3   | Armenië                                         | Training Centre Petar Miloševski, Skopje Toeschouwers: 300 Scheidsrechter: Alex Troleis |
| 11 september 2018 15.30 (UTC+2) | Atanasov 26' Zdravkovski 73' (pen.) Čurlinov 89' | Verslag | 56' (pen.), 90+3' Avetisyan 90' (e.d.) Amanović | Training Centre Petar Miloševski, Skopje Toeschouwers: 300 Scheidsrechter: Alex Troleis |

|                                 |              |         |                              |                                                                                                   |
| 11 september 2018 20.00 (UTC+3) | Rusland      | 1 – 2   | Servië                       | Stadion Nizjni Novgorod, Nizjni Novgorod Toeschouwers: 38.763 Scheidsrechter: Massimiliano Irrati |
| 11 september 2018 20.00 (UTC+3) | Tsjernov 61' | Verslag | 74' (pen.) Jović 88' Lutovac | Stadion Nizjni Novgorod, Nizjni Novgorod Toeschouwers: 38.763 Scheidsrechter: Massimiliano Irrati |

|                                 |           |         |                                               |                                                                           |
| 11 september 2018 20.00 (UTC+2) | Gibraltar | 0 – 5   | Oostenrijk                                    | Victoriastadion, Gibraltar Toeschouwers: 523 Scheidsrechter: Luís Godinho |
| 11 september 2018 20.00 (UTC+2) |           | Verslag | 24', 55', 80' Honsak 58' Ullmann 74' Lienhart | Victoriastadion, Gibraltar Toeschouwers: 523 Scheidsrechter: Luís Godinho |

|                               |                                                                  |         |               |                                                                               |
| 12 oktober 2018 19.00 (UTC+3) | Rusland                                                          | 5 – 1   | Macedonië     | Arsenalstadion, Toela Toeschouwers: 11.349 Scheidsrechter: Kristoffer Hagenes |
| 12 oktober 2018 19.00 (UTC+3) | Achmetov 14' Tsjalov 18' Bakajev 43' Obljakov 67' Melkadze 90+2' | Verslag | 74' Krstovski | Arsenalstadion, Toela Toeschouwers: 11.349 Scheidsrechter: Kristoffer Hagenes |

|                               |         |       |            |                                                                               |
| 12 oktober 2018 18.00 (UTC+2) | Servië  | 0 – 0 | Oostenrijk | Karadjordjestadion, Novi Sad Toeschouwers: 920 Scheidsrechter: Stuart Attwell |
| 12 oktober 2018 18.00 (UTC+2) | Verslag |       |            | Karadjordjestadion, Novi Sad Toeschouwers: 920 Scheidsrechter: Stuart Attwell |

|                               |                                                                 |         |             | |
| 16 oktober 2018 14.30 (UTC+2) | Macedonië                                                       | 6 – 1   | Gibraltar   | Training Centre Petar Miloševski, Skopje Toeschouwers: 150 Scheidsrechter: Christophe Pires Martins |
| 16 oktober 2018 14.30 (UTC+2) | Rufati 10' Mitrovski 33', 71', 73' Zdravkovski 48' Gjorgjev 66' | Verslag | 63' Clinton | Training Centre Petar Miloševski, Skopje Toeschouwers: 150 Scheidsrechter: Christophe Pires Martins |

|                               |                                  |         |                  |                                                                          |
| 16 oktober 2018 18.00 (UTC+2) | Oostenrijk                       | 3 – 2   | Rusland          | NV Arena, Sankt Pölten Toeschouwers: 1.002 Scheidsrechter: Juri Frischer |
| 16 oktober 2018 18.00 (UTC+2) | Grbić 13' Wolf 48' Jakupović 75' | Verslag | 14', 52' Tsjalov | NV Arena, Sankt Pölten Toeschouwers: 1.002 Scheidsrechter: Juri Frischer |

|                               |         |       |         |                                                                            |
| 16 oktober 2018 18.00 (UTC+2) | Servië  | 0 – 0 | Armenië | Karadjordjestadion, Novi Sad Toeschouwers: 510 Scheidsrechter: Espen Eskås |
| 16 oktober 2018 18.00 (UTC+2) | Verslag |       |         | Karadjordjestadion, Novi Sad Toeschouwers: 510 Scheidsrechter: Espen Eskås |

#### Groep 8
| Pos | Team                  | Wed | W | G | V  | Ptn | DV | DT | +/− | Kwalificatie                 |       | Vlag van Roemenië | Vlag van Portugal | Vlag van Bosnië en Herzegovina | Vlag van Wales | Vlag van Zwitserland | Vlag van Liechtenstein |
| --- | --------------------- | --- | - | - | -- | --- | -- | -- | --- | ---------------------------- | ----- | ----------------- | ----------------- | ------------------------------ | -------------- | -------------------- | ---------------------- |
| 1   | Roemenië              | 10  | 7 | 3 | 0  | 24  | 19 | 4  | +15 | Geplaatst voor hoofdtoernooi |       |                   | 1 – 1             | 2 – 0                          | 2 – 0          | 1 – 1                | 4 – 0                  |
| 2   | Portugal              | 10  | 7 | 1 | 2  | 22  | 33 | 11 | +22 | Play-offs                    |       | 1 – 2             |                   | 4 – 2                          | 2 – 0          | 2 – 1                | 7 – 0                  |
| 3   | Bosnië en Herzegovina | 10  | 6 | 0 | 4  | 18  | 24 | 11 | +13 |                              |       | 1 – 3             | 3 – 1             |                                | 1 – 0          | 3 – 0                | 6 – 0                  |
| 4   | Wales                 | 10  | 4 | 1 | 5  | 13  | 11 | 14 | −3  |                              | 0 – 0 | 0 – 2             | 0 – 4             |                                | 3 – 1          | 2 – 1                |                        |
| 5   | Zwitserland           | 10  | 3 | 1 | 6  | 10  | 11 | 18 | −7  |                              | 0 – 2 | 2 – 4             | 1 – 0             | 0 – 3                          |                | 3 – 0                |                        |
| 6   | Liechtenstein         | 10  | 0 | 0 | 10 | 0   | 2  | 42 | −40 |                              | 0 – 2 | 0 – 9             | 0 – 4             | 1 – 3                          | 0 – 2          |                      |                        |

|                             |                                                                                      |         |               |                                                                                       |
| 28 maart 2017 15.00 (UTC+2) | Bosnië en Herzegovina                                                                | 6 – 0   | Liechtenstein | FF BiH Football Training Centre, Zenica Toeschouwers: 825 Scheidsrechter: Filip Glova |
| 28 maart 2017 15.00 (UTC+2) | Hadžiahmetović 10' Gojak 13' (pen.) Aganspahić 20' Kuzmanović 82', 90' Beganović 83' | Verslag |               | FF BiH Football Training Centre, Zenica Toeschouwers: 825 Scheidsrechter: Filip Glova |

|                            |               |         |                 |                                                                                      |
| 13 juni 2017 19.00 (UTC+2) | Liechtenstein | 0 – 2   | Roemenië        | Sportpark Eschen/Mauren, Eschen Toeschouwers: 427 Scheidsrechter: Zaven Hovhannisyan |
| 13 juni 2017 19.00 (UTC+2) |               | Verslag | 45', 71' Pușcaș | Sportpark Eschen/Mauren, Eschen Toeschouwers: 427 Scheidsrechter: Zaven Hovhannisyan |

|                            |             |         |                       |                                                                               |
| 13 juni 2017 19.00 (UTC+2) | Zwitserland | 1 – 0   | Bosnië en Herzegovina | Tissot Arena, Biel/Bienne Toeschouwers: 1.518 Scheidsrechter: Lawrence Visser |
| 13 juni 2017 19.00 (UTC+2) | Haas 11'    | Verslag |                       | Tissot Arena, Biel/Bienne Toeschouwers: 1.518 Scheidsrechter: Lawrence Visser |

|                                |                                    |         |                                |                                                                                             |
| 1 september 2017 17.00 (UTC+2) | Bosnië en Herzegovina              | 1 – 3   | Roemenië                       | FF BiH Football Training Centre, Zenica Toeschouwers: 400 Scheidsrechter: Joeri Mozjarovsky |
| 1 september 2017 17.00 (UTC+2) | Nedelcu 23' (e.d.) Memija 60', 73' | Verslag | 32' Pușcaș 54' Coman 90+5' Man | FF BiH Football Training Centre, Zenica Toeschouwers: 400 Scheidsrechter: Joeri Mozjarovsky |

|                                |             |         |                                    |                                                                           |
| 1 september 2017 19.00 (UTC+2) | Zwitserland | 0 – 3   | Wales                              | Tissot Arena, Biel/Bienne Toeschouwers: 412 Scheidsrechter: Tihomir Pejin |
| 1 september 2017 19.00 (UTC+2) |             | Verslag | 7' Roberts 27' Brooks 90+1' Thomas | Tissot Arena, Biel/Bienne Toeschouwers: 412 Scheidsrechter: Tihomir Pejin |

|                                |            |         |             |                                                                                  |
| 5 september 2017 19.00 (UTC+3) | Roemenië   | 1 – 1   | Zwitserland | Stadionul Viitorul, Ovidiu Toeschouwers: 1.621 Scheidsrechter: Krzysztof Jakubik |
| 5 september 2017 19.00 (UTC+3) | Pușcaș 22' | Verslag | 19' Oberlin | Stadionul Viitorul, Ovidiu Toeschouwers: 1.621 Scheidsrechter: Krzysztof Jakubik |

|                                |                             |         |                 |                                                                                        |
| 5 september 2017 19.15 (UTC+1) | Portugal                    | 2 – 0   | Wales           | Estádio Municipal de Chaves, Chaves Toeschouwers: 7.111 Scheidsrechter: Anders Poulsen |
| 5 september 2017 19.15 (UTC+1) | Neves 25' (pen.) Guedes 41' | Verslag | 79', 82' Mepham | Estádio Municipal de Chaves, Chaves Toeschouwers: 7.111 Scheidsrechter: Anders Poulsen |

|                              |                |         |                                  |                                                                                     |
| 5 oktober 2017 18.30 (UTC+2) | Liechtenstein  | 1 – 3   | Wales                            | Sportpark Eschen/Mauren, Eschen Toeschouwers: 278 Scheidsrechter: Jason Lee Barcelo |
| 5 oktober 2017 18.30 (UTC+2) | Kardesoglu 57' | Verslag | 24', 31' (pen.) Thomas 52' Smith | Sportpark Eschen/Mauren, Eschen Toeschouwers: 278 Scheidsrechter: Jason Lee Barcelo |

|                              |             |         |                        |                                                                              |
| 6 oktober 2017 19.00 (UTC+2) | Zwitserland | 0 – 2   | Roemenië               | Stadio di Cornaredo, Lugano Toeschouwers: 550 Scheidsrechter: Georgi Kabakov |
| 6 oktober 2017 19.00 (UTC+2) |             | Verslag | 24' Dobre 87' Cicâldău | Stadio di Cornaredo, Lugano Toeschouwers: 550 Scheidsrechter: Georgi Kabakov |

|                               |                                         |         |              |                                                                                                 |
| 10 oktober 2017 15.30 (UTC+2) | Bosnië en Herzegovina                   | 3 – 1   | Portugal     | FF BiH Football Training Centre, Zenica Toeschouwers: 600 Scheidsrechter: Manuel Schüttengruber |
| 10 oktober 2017 15.30 (UTC+2) | Šerbečić 22' Demirović 77' Menalo 90+5' | Verslag | 10' Carvalho | FF BiH Football Training Centre, Zenica Toeschouwers: 600 Scheidsrechter: Manuel Schüttengruber |

|                               |               |         |                    |                                                                            |
| 10 oktober 2017 18.00 (UTC+2) | Liechtenstein | 0 – 2   | Zwitserland        | Rheinparkstadion, Vaduz Toeschouwers: 471 Scheidsrechter: Denis Scherbakov |
| 10 oktober 2017 18.00 (UTC+2) |               | Verslag | 34', 51' Spielmann | Rheinparkstadion, Vaduz Toeschouwers: 471 Scheidsrechter: Denis Scherbakov |

|                                |          |         |               |                                                                                            |
| 10 november 2017 19.00 (UTC+2) | Roemenië | 1 – 1   | Portugal      | Stadionul Viitorul, Ovidiu Toeschouwers: 2.553 Scheidsrechter: José María Sánchez Martínez |
| 10 november 2017 19.00 (UTC+2) | Man 66'  | Verslag | 16' Gonçalves | Stadionul Viitorul, Ovidiu Toeschouwers: 2.553 Scheidsrechter: José María Sánchez Martínez |

|                              |       |         |                                     |                                                                           |
| 10 november 2017 18.00 (UTC) | Wales | 0 – 4   | Bosnië en Herzegovina               | Nantporth, Bangor Toeschouwers: 1.041 Scheidsrechter: Christos Nicolaides |
| 10 november 2017 18.00 (UTC) |       | Verslag | 26', 51' Gojak 71' Ćavar 77' Menalo | Nantporth, Bangor Toeschouwers: 1.041 Scheidsrechter: Christos Nicolaides |

|                              |                        |         |             |                                                                                           |
| 14 november 2017 17.30 (UTC) | Portugal               | 2 – 1   | Zwitserland | Estádio da Mata Real, Paços de Ferreira Toeschouwers: 6.554 Scheidsrechter: Andrew Dallas |
| 14 november 2017 17.30 (UTC) | Gonçalves 10' Jota 29' | Verslag | 39' Garcia  | Estádio da Mata Real, Paços de Ferreira Toeschouwers: 6.554 Scheidsrechter: Andrew Dallas |

|                              |       |         |                           |                                                                     |
| 14 november 2017 18.00 (UTC) | Wales | 0 – 0   | Roemenië                  | Nantporth, Bangor Toeschouwers: 916 Scheidsrechter: Bastian Dankert |
| 14 november 2017 18.00 (UTC) |       | Verslag | 56', 72' Marin 81' Pușcaș | Nantporth, Bangor Toeschouwers: 916 Scheidsrechter: Bastian Dankert |

|                             |                       |         |       |                                                                                       |
| 23 maart 2018 15.00 (UTC+1) | Bosnië en Herzegovina | 1 – 0   | Wales | FF BiH Football Training Centre, Zenica Toeschouwers: 800 Scheidsrechter: Espen Eskås |
| 23 maart 2018 15.00 (UTC+1) | Todorović 65'         | Verslag |       | FF BiH Football Training Centre, Zenica Toeschouwers: 800 Scheidsrechter: Espen Eskås |

|                           |                                                              |         |               |                                                                             |
| 23 maart 2018 17.45 (UTC) | Portugal                                                     | 7 – 0   | Liechtenstein | Estádio João Cardoso, Tondela Toeschouwers: 2.847 Scheidsrechter: Genc Nuza |
| 23 maart 2018 17.45 (UTC) | Gonçalves 7', 30', 63' Carvalho 10', 45' Xadas 26' Félix 67' | Verslag |               | Estádio João Cardoso, Tondela Toeschouwers: 2.847 Scheidsrechter: Genc Nuza |

|                             |                   |         |                                          |                                                                                        |
| 27 maart 2018 17.00 (UTC+2) | Zwitserland       | 2 – 4   | Portugal                                 | Stade de la Maladière, Neuchâtel Toeschouwers: 2.070 Scheidsrechter: Mohammed Al-Hakim |
| 27 maart 2018 17.00 (UTC+2) | Sow 4' Cömert 37' | Verslag | 50' Tavares 57' Horta 64' Félix 90' Dias | Stade de la Maladière, Neuchâtel Toeschouwers: 2.070 Scheidsrechter: Mohammed Al-Hakim |

|                             |               |         |                                            |                                                                              |
| 27 maart 2018 18.00 (UTC+2) | Liechtenstein | 0 – 4   | Bosnië en Herzegovina                      | Rheinparkstadion, Vaduz Toeschouwers: 429 Scheidsrechter: Giorgi Kroeasjvili |
| 27 maart 2018 18.00 (UTC+2) |               | Verslag | 35' Čivić 52' Ćavar 71' Memija 90+2' Gojak | Rheinparkstadion, Vaduz Toeschouwers: 429 Scheidsrechter: Giorgi Kroeasjvili |

|                                |                                  |         |             |                                                                                            |
| 7 september 2018 17.00 (UTC+2) | Bosnië en Herzegovina            | 3 – 0   | Zwitserland | FF BiH Football Training Centre, Zenica Toeschouwers: 1.100 Scheidsrechter: Vitali Mesjkov |
| 7 september 2018 17.00 (UTC+2) | Demirović 20', 34' Čataković 87' | Verslag |             | FF BiH Football Training Centre, Zenica Toeschouwers: 1.100 Scheidsrechter: Vitali Mesjkov |

|                                |                |         |               |                                                                     |
| 7 september 2018 18.00 (UTC+1) | Wales          | 2 – 1   | Liechtenstein | Nantporth, Bangor Toeschouwers: 307 Scheidsrechter: Laurent Kopriwa |
| 7 september 2018 18.00 (UTC+1) | Thomas 5', 18' | Verslag | 78' Graber    | Nantporth, Bangor Toeschouwers: 307 Scheidsrechter: Laurent Kopriwa |

|                                |              |         |                                                 |                                                                                           |
| 7 september 2018 19.15 (UTC+1) | Portugal     | 1 – 2   | Roemenië                                        | Estádio da Mata Real, Paços de Ferreira Toeschouwers: 5.354 Scheidsrechter: Ali Palabıyık |
| 7 september 2018 19.15 (UTC+1) | Carvalho 85' | Verslag | 52' Cicâldău 59', 87', 90' Ivan 6', 70' Pașcanu | Estádio da Mata Real, Paços de Ferreira Toeschouwers: 5.354 Scheidsrechter: Ali Palabıyık |

|                                 |                    |         |                       |                                                                                  |
| 11 september 2018 19.00 (UTC+3) | Roemenië           | 2 – 0   | Bosnië en Herzegovina | Stadionul Viitorul, Ovidiu Toeschouwers: 4.182 Scheidsrechter: François Letexier |
| 11 september 2018 19.00 (UTC+3) | Petre 16' Hagi 70' | Verslag |                       | Stadionul Viitorul, Ovidiu Toeschouwers: 4.182 Scheidsrechter: François Letexier |

|                                 |                                          |         |               |                                                                            |
| 11 september 2018 18.30 (UTC+2) | Zwitserland                              | 3 – 0   | Liechtenstein | Tissot Arena, Biel/Bienne Toeschouwers: 324 Scheidsrechter: Jaroslav Kozyk |
| 11 september 2018 18.30 (UTC+2) | Spielmann 63' De Oliveira 68' Cömert 79' | Verslag |               | Tissot Arena, Biel/Bienne Toeschouwers: 324 Scheidsrechter: Jaroslav Kozyk |

|                                 |       |         |                                      |                                                                    |
| 11 september 2018 18.00 (UTC+1) | Wales | 0 – 2   | Portugal                             | Nantporth, Bangor Toeschouwers: 625 Scheidsrechter: Mykola Balakin |
| 11 september 2018 18.00 (UTC+1) |       | Verslag | 35' Horta 33', 59' Ribeiro 73' Félix | Nantporth, Bangor Toeschouwers: 625 Scheidsrechter: Mykola Balakin |

|                               |               |         |                                                                                                   |                                                                             |
| 11 oktober 2018 18.30 (UTC+2) | Liechtenstein | 0 – 9   | Portugal                                                                                          | Rheinparkstadion, Vaduz Toeschouwers: 810 Scheidsrechter: Aleksej Matjoenin |
| 11 oktober 2018 18.30 (UTC+2) |               | Verslag | 1' (e.d.) Graber 28', 46', 62', 90+2' Tavares 45+1' Filipe 58' (pen.) Gonçalves 84' Jota 90' Dias | Rheinparkstadion, Vaduz Toeschouwers: 810 Scheidsrechter: Aleksej Matjoenin |

|                               |                    |         |       | |
| 12 oktober 2018 19.00 (UTC+3) | Roemenië           | 2 – 0   | Wales | Stadionul Dr. Constantin Rădulescu, Cluj-Napoca Toeschouwers: 12.588 Scheidsrechter: Boris Marhefka |
| 12 oktober 2018 19.00 (UTC+3) | Man 55' Pușcaș 71' | Verslag |       | Stadionul Dr. Constantin Rădulescu, Cluj-Napoca Toeschouwers: 12.588 Scheidsrechter: Boris Marhefka |

|                               |                                       |         |             |                                                                          |
| 16 oktober 2018 18.00 (UTC+1) | Wales                                 | 3 – 1   | Zwitserland | Rodney Parade, Newport Toeschouwers: 242 Scheidsrechter: Erik Lambrechts |
| 16 oktober 2018 18.00 (UTC+1) | Morrell 36' Lemonheigh-Evans 38', 87' | Verslag | 76' Zeqiri  | Rodney Parade, Newport Toeschouwers: 242 Scheidsrechter: Erik Lambrechts |

|                               |                                                 |         |                            |                                                                                 |
| 16 oktober 2018 19.00 (UTC+1) | Portugal                                        | 4 – 2   | Bosnië en Herzegovina      | Estádio dos Barreiros, Funchal Toeschouwers: 8.037 Scheidsrechter: Paul Tierney |
| 16 oktober 2018 19.00 (UTC+1) | Horta 20' Félix 53' Gonçalves 63' Tavares 90+1' | Verslag | 44' Demirović 90+4' Turkes | Estádio dos Barreiros, Funchal Toeschouwers: 8.037 Scheidsrechter: Paul Tierney |

|                               |                                    |         |               |                                                                                   |
| 16 oktober 2018 21.00 (UTC+3) | Roemenië                           | 4 – 0   | Liechtenstein | Stadionul Ilie Oană, Ploiești Toeschouwers: 12.108 Scheidsrechter: Besfort Kasumi |
| 16 oktober 2018 21.00 (UTC+3) | Pușcaș 14', 39' Hagi 25' Petre 78' | Verslag |               | Stadionul Ilie Oană, Ploiești Toeschouwers: 12.108 Scheidsrechter: Besfort Kasumi |

#### Groep 9
| Pos | Team       | Wed | W | G | V | Ptn | DV | DT | +/− | Kwalificatie                 |       | Vlag van Frankrijk | Vlag van Slovenië | Vlag van Montenegro | Vlag van Kazachstan | Vlag van Bulgarije | Vlag van Luxemburg |
| --- | ---------- | --- | - | - | - | --- | -- | -- | --- | ---------------------------- | ----- | ------------------ | ----------------- | ------------------- | ------------------- | ------------------ | ------------------ |
| 1   | Frankrijk  | 10  | 9 | 1 | 0 | 28  | 24 | 6  | +18 | Geplaatst voor hoofdtoernooi |       |                    | 1 – 1             | 2 – 1               | 4 – 1               | 3 – 0              | 2 – 0              |
| 2   | Slovenië   | 10  | 4 | 4 | 2 | 16  | 14 | 12 | +2  |                              |       | 1 – 3              |                   | 2 – 0               | 2 – 1               | 1 – 1              | 3 – 1              |
| 3   | Montenegro | 10  | 3 | 2 | 5 | 11  | 15 | 15 | 0   |                              | 0 – 2 | 1 – 3              |                   | 5 – 1               | 0 – 0               | 3 – 0              |                    |
| 4   | Kazachstan | 10  | 2 | 4 | 4 | 10  | 13 | 18 | −5  |                              | 0 – 3 | 0 – 0              | 1 – 1             |                     | 1 – 1               | 3 – 0              |                    |
| 5   | Bulgarije  | 10  | 2 | 4 | 4 | 10  | 10 | 11 | −1  |                              | 0 – 1 | 3 – 0              | 3 – 1             | 2 – 2               |                     | 0 – 1              |                    |
| 6   | Luxemburg  | 10  | 2 | 1 | 7 | 7   | 7  | 21 | −14 |                              | 2 – 3 | 1 – 1              | 1 – 3             | 0 – 3               | 1 – 0               |                    |                    |

1. 1 2  Gerangschikt op onderling resultaat: Bulgarije 2 – 2 Kazachstan, Kazachstan 1 – 1 Bulgarije (Kazachstan scoorde meer uitdoelpunten).
2. ↑  De wedstrijd tussen Luxemburg en Kazachstan van 28 maart 2017 eindigde oorspronkelijk in een 1 – 2 overwinning voor Kazachstan, maar Kazachstan kreeg later van de UEFA een 0 – 3 reglementaire zege toegewezen nadat Luxemburg een niet-speelgerechtigde speler had opgesteld.[5]

|                             |                        |                    |                            | |
| 28 maart 2017 17.00 (UTC+2) | Luxemburg              | 0 – 3 reglementair | Kazachstan                 | Stade Municipal de la Ville de Differdange, Differdange Toeschouwers: 620 Scheidsrechter: Ferenc Karakó |
| 28 maart 2017 17.00 (UTC+2) | E. Muratović 6' (pen.) | Verslag            | 35' Sokolenko 60' Najaryan | Stade Municipal de la Ville de Differdange, Differdange Toeschouwers: 620 Scheidsrechter: Ferenc Karakó |

|                                |                    |         |               |                                                                                    |
| 1 september 2017 18.00 (UTC+5) | Kazachstan         | 1 – 1   | Montenegro    | Centraalstadion, Aqtöbe Toeschouwers: 7.250 Scheidsrechter: Alexandros Aretopoulos |
| 1 september 2017 18.00 (UTC+5) | Fedin 90+4' (pen.) | Verslag | 61' Kukuličić | Centraalstadion, Aqtöbe Toeschouwers: 7.250 Scheidsrechter: Alexandros Aretopoulos |

|                                |                                     |         |                      |                                                                                          |
| 1 september 2017 16.30 (UTC+2) | Slovenië                            | 3 – 1   | Luxemburg            | Mestni stadion Ajdovščina, Ajdovščina Toeschouwers: 300 Scheidsrechter: Dejan Jakimovski |
| 1 september 2017 16.30 (UTC+2) | Ožbolt 51', 90+1' (pen.) Mlakar 59' | Verslag | 33' Sacras 41' Pinto | Mestni stadion Ajdovščina, Ajdovščina Toeschouwers: 300 Scheidsrechter: Dejan Jakimovski |

|                                |           |         |             |                                                                           |
| 5 september 2017 19.00 (UTC+3) | Bulgarije | 0 – 1   | Luxemburg   | Trace Arena, Stara Zagora Toeschouwers: 461 Scheidsrechter: Bojan Nikolić |
| 5 september 2017 19.00 (UTC+3) |           | Verslag | 90' Tinelli | Trace Arena, Stara Zagora Toeschouwers: 461 Scheidsrechter: Bojan Nikolić |

|                                |                                 |         |                            |                                                                       |
| 5 september 2017 18.30 (UTC+2) | Frankrijk                       | 4 – 1   | Kazachstan                 | MMArena, Le Mans Toeschouwers: 4.257 Scheidsrechter: Donald Robertson |
| 5 september 2017 18.30 (UTC+2) | Terrier 71', 83', 87' Bamba 74' | Verslag | 3' Sjadmanov 54' Zhalmukan | MMArena, Le Mans Toeschouwers: 4.257 Scheidsrechter: Donald Robertson |

|                              |             |         |           |                                                                            |
| 5 oktober 2017 18.30 (UTC+2) | Luxemburg   | 1 – 1   | Slovenië  | Stade Jos Haupert, Niederkorn Toeschouwers: 575 Scheidsrechter: Ian McNabb |
| 5 oktober 2017 18.30 (UTC+2) | Tinelli 87' | Verslag | 41' Žužek | Stade Jos Haupert, Niederkorn Toeschouwers: 575 Scheidsrechter: Ian McNabb |

|                              |                         |         |                   |                                                                        |
| 5 oktober 2017 19.00 (UTC+2) | Frankrijk               | 2 – 1   | Montenegro        | Stade de l'Aube, Troyes Toeschouwers: 4.615 Scheidsrechter: Erez Papir |
| 5 oktober 2017 19.00 (UTC+2) | Terrier 66' Mousset 75' | Verslag | 45+1' Skenderović | Stade de l'Aube, Troyes Toeschouwers: 4.615 Scheidsrechter: Erez Papir |

|                              |                                           |         |                             |                                                                            |
| 6 oktober 2017 18.30 (UTC+3) | Bulgarije                                 | 2 – 2   | Kazachstan                  | Trace Arena, Stara Zagora Toeschouwers: 510 Scheidsrechter: Mykola Balakin |
| 6 oktober 2017 18.30 (UTC+3) | Despodov 9' Jordanov 51' Lyaskov 36', 84' | Verslag | 20' Zhalmukan 86' Omirtajev | Trace Arena, Stara Zagora Toeschouwers: 510 Scheidsrechter: Mykola Balakin |

|                              |                      |         |                                          |                                                                                 |
| 9 oktober 2017 17.30 (UTC+2) | Montenegro           | 1 – 3   | Slovenië                                 | Pod Goricomstadion, Podgorica Toeschouwers: 600 Scheidsrechter: Erik Lambrechts |
| 9 oktober 2017 17.30 (UTC+2) | Lončar 43' Murić 73' | Verslag | 9' Kramarič 71' (pen.) Pišek 78' Vrbanec | Pod Goricomstadion, Podgorica Toeschouwers: 600 Scheidsrechter: Erik Lambrechts |

|                              |                             |         |                              |                                                                                             |
| 9 oktober 2017 21.00 (UTC+2) | Luxemburg                   | 2 – 3   | Frankrijk                    | Emile Mayrischstadion, Esch-sur-Alzette Toeschouwers: 836 Scheidsrechter: Dimitrios Massias |
| 9 oktober 2017 21.00 (UTC+2) | E. Muratović 9', 27' (pen.) | Verslag | 48', 87' Terrier 75' Mousset | Emile Mayrischstadion, Esch-sur-Alzette Toeschouwers: 836 Scheidsrechter: Dimitrios Massias |

|                               |                 |         |              |                                                                        |
| 10 oktober 2017 19.00 (UTC+6) | Kazachstan      | 1 – 1   | Bulgarije    | Astana Arena, Astana Toeschouwers: 1.420 Scheidsrechter: Tomasz Musiał |
| 10 oktober 2017 19.00 (UTC+6) | Zainutdinov 76' | Verslag | 89' Kertsjev | Astana Arena, Astana Toeschouwers: 1.420 Scheidsrechter: Tomasz Musiał |

|                               |                                    |         |           |                                                                        |
| 9 november 2017 19.00 (UTC+1) | Frankrijk                          | 3 – 0   | Bulgarije | MMArena, Le Mans Toeschouwers: 4.794 Scheidsrechter: Þorvaldur Árnason |
| 9 november 2017 19.00 (UTC+1) | Terrier 58' Ntcham 81' Mousset 90' | Verslag |           | MMArena, Le Mans Toeschouwers: 4.794 Scheidsrechter: Þorvaldur Árnason |

|                               |                        |         |            |                                                                                     |
| 9 november 2017 19.00 (UTC+1) | Slovenië               | 2 – 0   | Montenegro | Nova Gorica Sports Park, Nova Gorica Toeschouwers: 550 Scheidsrechter: Barbeno Luca |
| 9 november 2017 19.00 (UTC+1) | Mlakar 61' Vrbanec 79' | Verslag |            | Nova Gorica Sports Park, Nova Gorica Toeschouwers: 550 Scheidsrechter: Barbeno Luca |

|                                |                     |         |                                |                                                                          |
| 13 november 2017 18.45 (UTC+1) | Slovenië            | 1 – 3   | Frankrijk                      | Domžale Sportpark, Domžale Toeschouwers: 400 Scheidsrechter: Marco Guida |
| 13 november 2017 18.45 (UTC+1) | Tučić 21' Primc 37' | Verslag | 34' (pen.), 41', 45+1' Dembélé | Domžale Sportpark, Domžale Toeschouwers: 400 Scheidsrechter: Marco Guida |

|                                |                                  |         |              |                                                                                  |
| 14 november 2017 18.30 (UTC+2) | Bulgarije                        | 3 – 1   | Montenegro   | Beroestadion, Stara Zagora Toeschouwers: 370 Scheidsrechter: Aleksandrs Golubevs |
| 14 november 2017 18.30 (UTC+2) | Despodov 47' Kraev 58' Milev 66' | Verslag | 53' Krsotvić | Beroestadion, Stara Zagora Toeschouwers: 370 Scheidsrechter: Aleksandrs Golubevs |

|                             |            |         |                                    |                                                                        |
| 23 maart 2018 19.00 (UTC+6) | Kazachstan | 0 – 3   | Frankrijk                          | Astana Arena, Astana Toeschouwers: 7.500 Scheidsrechter: Keith Kennedy |
| 23 maart 2018 19.00 (UTC+6) |            | Verslag | 52' Dembélé 56' Augustin 59' Bamba | Astana Arena, Astana Toeschouwers: 7.500 Scheidsrechter: Keith Kennedy |

|                             |                  |         |                                               | |
| 23 maart 2018 18.30 (UTC+1) | Luxemburg        | 1 – 3   | Montenegro                                    | Stade Municipal de la Ville de Differdange, Differdange Toeschouwers: 812 Scheidsrechter: Mykola Balakin |
| 23 maart 2018 18.30 (UTC+1) | B. Muratović 70' | Verslag | 49' Janketić 71' Skenderović 90+4' Stijepović | Stade Municipal de la Ville de Differdange, Differdange Toeschouwers: 812 Scheidsrechter: Mykola Balakin |

|                             |                                       |         |                 |                                                                           |
| 27 maart 2018 19.00 (UTC+6) | Kazachstan                            | 3 – 0   | Luxemburg       | Astana Arena, Astana Toeschouwers: 4.500 Scheidsrechter: Denis Scherbakov |
| 27 maart 2018 19.00 (UTC+6) | Vorogovskiy 10', 13' Fedin 73' (pen.) | Verslag | 51', 71' Sacras | Astana Arena, Astana Toeschouwers: 4.500 Scheidsrechter: Denis Scherbakov |

|                             |                              |         |          |                                                                              |
| 27 maart 2018 18.30 (UTC+3) | Bulgarije                    | 3 – 0   | Slovenië | Trace Arena, Stara Zagora Toeschouwers: 400 Scheidsrechter: Stavros Mantalos |
| 27 maart 2018 18.30 (UTC+3) | Voetov 20' Despodov 42', 83' | Verslag |          | Trace Arena, Stara Zagora Toeschouwers: 400 Scheidsrechter: Stavros Mantalos |

|                             |            |         |                               |                                                                              |
| 27 maart 2018 21.05 (UTC+2) | Montenegro | 0 – 2   | Frankrijk                     | Gradski stadion, Nikšić Toeschouwers: 1.000 Scheidsrechter: Halil Umut Meler |
| 27 maart 2018 21.05 (UTC+2) |            | Verslag | 60' Amian 87' (pen.) Augustin | Gradski stadion, Nikšić Toeschouwers: 1.000 Scheidsrechter: Halil Umut Meler |

|                                |            |       |          |                                                                       |
| 7 september 2018 19.00 (UTC+6) | Kazachstan | 0 – 0 | Slovenië | Astana Arena, Astana Toeschouwers: 600 Scheidsrechter: Kai Erik Steen |
| 7 september 2018 19.00 (UTC+6) | Verslag    |       |          | Astana Arena, Astana Toeschouwers: 600 Scheidsrechter: Kai Erik Steen |

|                                |           |         |             |                                                                          |
| 7 september 2018 19.00 (UTC+3) | Bulgarije | 0 – 1   | Frankrijk   | Trace Arena, Stara Zagora Toeschouwers: 820 Scheidsrechter: Irfan Peljto |
| 7 september 2018 19.00 (UTC+3) |           | Verslag | 57' Dembélé | Trace Arena, Stara Zagora Toeschouwers: 820 Scheidsrechter: Irfan Peljto |

|                                 |                        |         |            |                                                                            |
| 11 september 2018 16.30 (UTC+2) | Slovenië               | 2 – 1   | Kazachstan | Mestni stadion Ptuj, Ptuj Toeschouwers: 470 Scheidsrechter: Donatas Rumšas |
| 11 september 2018 16.30 (UTC+2) | Lipušček 11' Gliha 89' | Verslag | 79' Fedin  | Mestni stadion Ptuj, Ptuj Toeschouwers: 470 Scheidsrechter: Donatas Rumšas |

|                                 |            |       |           |                                                                      |
| 11 september 2018 20.30 (UTC+2) | Montenegro | 0 – 0 | Bulgarije | Gradski stadion, Nikšić Toeschouwers: 295 Scheidsrechter: Pavel Orel |
| 11 september 2018 20.30 (UTC+2) | Verslag    |       |           | Gradski stadion, Nikšić Toeschouwers: 295 Scheidsrechter: Pavel Orel |

|                                 |                     |         |           |                                                                               |
| 11 september 2018 20.45 (UTC+2) | Frankrijk           | 2 – 0   | Luxemburg | Stade de la Meinau, Straatsburg Toeschouwers: 7.367 Scheidsrechter: Genc Nuza |
| 11 september 2018 20.45 (UTC+2) | Aouar 60' Bamba 88' | Verslag |           | Stade de la Meinau, Straatsburg Toeschouwers: 7.367 Scheidsrechter: Genc Nuza |

|                               |                                             |         |             |                                                                          |
| 12 oktober 2018 16.00 (UTC+2) | Montenegro                                  | 3 – 0   | Luxemburg   | Gradski stadion, Nikšić Toeschouwers: 258 Scheidsrechter: Lionel Tschudi |
| 12 oktober 2018 16.00 (UTC+2) | Osmajić 26' Vukotić 29' Vukčević 72' (pen.) | Verslag | 51' Marques | Gradski stadion, Nikšić Toeschouwers: 258 Scheidsrechter: Lionel Tschudi |

|                               |              |         |              |                                                                       |
| 12 oktober 2018 18.00 (UTC+2) | Slovenië     | 1 – 1   | Bulgarije    | Stadion Z'dežele, Celje Toeschouwers: 500 Scheidsrechter: Ádám Farkas |
| 12 oktober 2018 18.00 (UTC+2) | Šušnjara 63' | Verslag | 86' Jordanov | Stadion Z'dežele, Celje Toeschouwers: 500 Scheidsrechter: Ádám Farkas |

|                               |                                                                    |         |              |                                                                          |
| 16 oktober 2018 16.00 (UTC+2) | Montenegro                                                         | 5 – 1   | Kazachstan   | Gradski stadion, Nikšić Toeschouwers: 250 Scheidsrechter: Petri Viljanen |
| 16 oktober 2018 16.00 (UTC+2) | Uskoković 20' Milošević 53' Vukotić 73' Drinčić 82' Miličković 87' | Verslag | 26' Soltanov | Gradski stadion, Nikšić Toeschouwers: 250 Scheidsrechter: Petri Viljanen |

|                               |           |         |            |                                                                                    |
| 16 oktober 2018 18.45 (UTC+2) | Frankrijk | 1 – 1   | Slovenië   | Stade Gaston Gérard, Dijon Toeschouwers: 7.046 Scheidsrechter: Kristoffer Karlsson |
| 16 oktober 2018 18.45 (UTC+2) | Aouar 54' | Verslag | 70' Ožbolt | Stade Gaston Gérard, Dijon Toeschouwers: 7.046 Scheidsrechter: Kristoffer Karlsson |

|                               |                                |         |           |                                                                                |
| 16 oktober 2018 19.00 (UTC+2) | Luxemburg                      | 1 – 0   | Bulgarije | Stade Jos Haupert, Niederkorn Toeschouwers: 385 Scheidsrechter: Nicholas Walsh |
| 16 oktober 2018 19.00 (UTC+2) | Hall 25' E. Muratović 79', 82' | Verslag |           | Stade Jos Haupert, Niederkorn Toeschouwers: 385 Scheidsrechter: Nicholas Walsh |

### Stand nummers twee
Bij de bepaling van de beste nummers twee uit alle groepen, werden de resultaten tegen de nummers zes niet meegeteld. In totaal werd er dus gekeken naar acht gespeelde wedstrijden in elke groep. De vier beste nummers twee kwalificeerden zich voor de play-offs.
| Pos | Grp | Team          | Wed | W | G | V | Ptn | DV | DT | +/− | Kwalificatie                     |
| --- | --- | ------------- | --- | - | - | - | --- | -- | -- | --- | -------------------------------- |
| 1   | 3   | Polen         | 8   | 6 | 2 | 0 | 20  | 19 | 6  | +13 | Gekwalificeerd voor de play-offs |
| 2   | 1   | Griekenland   | 8   | 6 | 1 | 1 | 19  | 17 | 5  | +12 | Gekwalificeerd voor de play-offs |
| 3   | 7   | Oostenrijk    | 8   | 5 | 1 | 2 | 16  | 17 | 7  | +10 | Gekwalificeerd voor de play-offs |
| 4   | 8   | Portugal      | 8   | 5 | 1 | 2 | 16  | 17 | 11 | +6  | Gekwalificeerd voor de play-offs |
| 5   | 6   | Zweden        | 8   | 4 | 2 | 2 | 14  | 12 | 8  | +4  |                                  |
| 6   | 2   | Noord-Ierland | 8   | 4 | 2 | 2 | 14  | 9  | 8  | +1  |                                  |
| 7   | 4   | Nederland     | 8   | 3 | 3 | 2 | 12  | 12 | 6  | +6  |                                  |
| 8   | 9   | Slovenië      | 8   | 3 | 3 | 2 | 12  | 10 | 10 | 0   |                                  |
| 9   | 5   | Noorwegen     | 8   | 3 | 2 | 3 | 11  | 11 | 11 | 0   |                                  |

## Play-offs
De loting voor de play-offs stond gepland voor 19 oktober 2018 om 13.00 (UTC+2) op het UEFA-hoofdkantoor in Nyon, Zwitserland. De vier deelnemende landen werden verdeeld over twee wedstrijden, waarvan de winnaars zich plaatsten voor het hoofdtoernooi. De wedstrijden werden op 16 en 20 november 2018 gespeeld.
| Team 1      | Tot.  | Team 2     | 1e wedstr. | 2e wedstr. |
| ----------- | ----- | ---------- | ---------- | ---------- |
| Griekenland | 0 – 2 | Oostenrijk | 0 – 1      | 0 – 1      |
| Polen       | 3 – 2 | Portugal   | 0 – 1      | 3 – 1      |

### Wedstrijden
|                                |             |         |            |                                                              |
| 16 november 2018 18.00 (UTC+2) | Griekenland | 0 – 1   | Oostenrijk | Toumbastadion, Thessaloniki Scheidsrechter: Andris Treimanis |
| 16 november 2018 18.00 (UTC+2) |             | Verslag | 84' Posch  | Toumbastadion, Thessaloniki Scheidsrechter: Andris Treimanis |

|                                |            |         |             |                                                     |
| 20 november 2018 19.00 (UTC+1) | Oostenrijk | 1 – 0   | Griekenland | NV Arena, Sankt Pölten Scheidsrechter: Craig Pawson |
| 20 november 2018 19.00 (UTC+1) | Grbić 51'  | Verslag |             | NV Arena, Sankt Pölten Scheidsrechter: Craig Pawson |

Totaalscore: 0 – 2. Oostenrijk won over twee wedstrijden met 2 – 0 en kwalificeerde zich voor het eindtoernooi.
|                                |       |         |          |                                                                                |
| 16 november 2018 18.00 (UTC+1) | Polen | 0 – 1   | Portugal | Ernest Pohlstadion, Zabrze Toeschouwers: 12.982 Scheidsrechter: Georgi Kabakov |
| 16 november 2018 18.00 (UTC+1) |       | Verslag | 30' Jota | Ernest Pohlstadion, Zabrze Toeschouwers: 12.982 Scheidsrechter: Georgi Kabakov |

|                              |          |         |                                     |                                                                  |
| 20 november 2018 17.00 (UTC) | Portugal | 1 – 3   | Polen                               | Estádio Municipal de Chaves, Chaves Scheidsrechter: Davide Massa |
| 20 november 2018 17.00 (UTC) | Jota 52' | Verslag | 5' Bielik 8' Kownacki 24' Szymański | Estádio Municipal de Chaves, Chaves Scheidsrechter: Davide Massa |

Totaalscore: 3 – 2. Polen won over twee wedstrijden met 3 – 2 en kwalificeerde zich voor het eindtoernooi.

## Doelpuntenmakers
11 doelpunten
- Dawid Kownacki

8 doelpunten
- Robert Skov
- Borja Mayoral

7 doelpunten
- Landry Dimata
- Cedric Teuchert
- Martin Terrier
- Josip Brekalo
- Diogo Gonçalves
- George Pușcaș
- Georgi Melkadze
- Luka Jović
- Carlos Strandberg

6 doelpunten
- Albert Guðmundsson
- Mathias Honsak
- Heriberto Tavares

5 doelpunten
- Marcus Ingvartsen
- Moussa Dembélé
- Efthimis Koulouris
- Marin Jakoliš
- Nikola Vlašić
- Liam Donnelly
- Morten Thorsby
- Fraser Hornby
- Rafa Mir
- Mikel Oyarzabal
- George Thomas
- Dmitri Antilevski

4 doelpunten
- Petros Avetisyan
- Dodi Lukebakio
- Siebe Schrijvers
- Ermedin Demirović
- Amer Gojak
- Kiril Despodov
- Mikkel Duelund
- Marcel Hartel
- Dominic Calvert-Lewin
- Dominic Solanke
- Meinhard Olsen
- Benjamin Källman
- Beka Mikeltadze
- Thanasis Androutsos
- Bence Bíró
- Reece Grego-Cox
- Óttar Magnús Karlsson
- Tihomir Kostadinov
- Justin Kluivert
- Viktor Kovalenko
- Arnel Jakupović
- João Carvalho
- João Félix
- Diogo Jota
- Fjodor Tsjalov
- Aleksandar Lutovac
- Dani Ceballos
- Orkan Çınar

3 doelpunten
- Rey Manaj
- Levin Öztunalı
- Aaron Seydel
- Tammy Abraham
- Frank Liivak
- Kaan Kairinen
- Lassi Lappalainen
- Jonathan Bamba
- Lys Mousset
- Giorgos Manthatis
- Shon Weissman
- Maksim Fedin
- Florent Hasani
- Edvin Muratović
- Dimitar Mitrovski
- Kyrian Nwoko
- Vitalie Damașcan
- Oussama Idrissi
- Bart Ramselaar
- Richairo Živković
- Martin Ødegaard
- Birk Risa
- Shayne Lavery
- Marko Kvasina
- Konrad Michalak
- Paweł Tomczyk
- André Horta
- Dennis Man
- Zelimchan Bakajev
- Danilo Pantić
- Alen Ožbolt
- Samuel Mráz
- Fabián
- Marvin Spielmann

2 doelpunten
- Kristal Abazaj
- Taulant Seferi
- Aaron Leya Iseka
- Marijan Ćavar
- Mićo Kuzmanović
- Luka Menalo
- Tonislav Jordanov
- Jacob Bruun Larsen
- Mahmoud Dahoud
- Lukas Klostermann
- Philipp Ochs
- Suat Serdar
- Reiss Nelson
- Rauno Sappinen
- Vlasiy Sinyavskiy
- Jákup Thomsen
- Houssem Aouar
- Jean-Kévin Augustin
- Konstantinos Galanopoulos
- Dimitris Limnios
- Manolis Saliakas
- Kostas Tsimikas
- Nikos Vergos
- Attila Szalai
- Ryan Manning
- Moti Barshazki
- Yonatan Cohen
- Kayes Ganem
- Maxim Plakuschenko
- Yan Vorogovskiy
- Didar Zhalmukan
- Enis Bytyqi
- Alen Halilović
- Fran Karačić
- Roberts Uldriķis
- Loris Tinelli
- Mark Sykes
- Aleksa Amanović
- Davor Zdravkovski
- Myles Beerman
- Meris Skenderović
- Ilija Vukotić
- Runar Espejord
- Andri Borjatsjoek
- Marjan Sjved
- Ivan Zotko
- Oleksandr Zoebkov
- Adrian Grbić
- Konrad Laimer
- Xaver Schlager
- Maximilian Ullmann
- Mateusz Wieteska
- Gil Dias
- Alexandru Cicâldău
- Ianis Hagi
- Adrian Petre
- Ivan Obljakov
- Rifat Zjemaletdinov
- Aleksandr Zoejev
- Oliver Burke
- Lewis Morgan
- Saša Lukić
- Andrija Živković
- Jan Mlakar
- Matic Vrbanec
- László Bénes
- Michal Sipľak
- Tomáš Vestenický
- Carlos Soler
- Tomáš Zajíc
- Deniz Hümmet
- Kubilay Kanatsızkuş
- Melih Okutan
- Connor Lemonheigh-Evans
- Jevgeni Sjevtsjenko
- Joel Asoro
- Erdal Rakip
- Eray Cömert

1 doelpunt
- Fiorin Durmishaj
- Ylber Ramadani
- Ricard Fernández
- Alik Arakelyan
- Vahan Bichakhchyan
- Narek Petrosyan
- Emil Yeghiazaryan
- Renat Dadashov
- Baris Ekinjier
- Elnur Jafarov
- Mahir Madatov
- Fahmin Muradbayli
- Ilyas Safarzade
- Samuel Bastien
- Dion Cools
- Isaac Mbenza
- Ryan Mmaee
- Jordi Vanlerberghe
- Almir Aganspahić
- Dženis Beganović
- Hamza Čataković
- Eldar Čivić
- Amir Hadžiahmetović
- Kerim Memija
- Besim Šerbečić
- Darko Todorović
- Aldin Turkes
- Vencislav Kertsjev
- Bozjidar Kraev
- Nasko Milev
- Antonio Voetov
- Rafael Anastasiou
- Marios Elia
- Andreas Frangos
- Theodoros Iosifidis
- Antreas Karo
- Giorgos Papageorgiou
- Costas Soteriou
- Christos Wheeler
- Oliver Abildgaard
- Philip Billing
- Magnus Christensen
- Mathias Jensen
- Nikolai Laursen
- Andreas Skov Olsen
- Nadiem Amiri
- Timo Baumgartl
- Maximilian Eggestein
- Eduard Löwen
- Florian Neuhaus
- Janni Serra
- Luca Waldschmidt
- Tom Davies
- Kieran Dowell
- Demarai Gray
- Ezri Konsa
- Ademola Lookman
- Mason Mount
- Josh Onomah
- Kasey Palmer
- Sören Kaldma
- Märten Kuusk
- Michael Lilander
- Markus Poom
- Jákup Andreasen
- Benjamin Heinesen
- Teit Jacobsen
- Bjarni Petersen
- Sebastian Dahlström
- Fredrik Jensen
- Urho Nissilä
- Kelvin Amian
- Olivier Ntcham
- Giorgi Beridze
- Irakli Boegridze
- Roman Tsjantoeria
- Giorgi Charaisjvili
- Loeka Zarandia
- Leon Clinton
- Graeme Torrilla
- Giannis Bouzoukis
- Anastasios Chatzigiovannis
- Zisis Karahalios
- Alexandros Katranis
- Attila Haris
- Bence Lenzsér
- Dániel Sallói
- Máté Vida
- Donát Zsótér
- Henry Charsley
- Ronan Curtis
- Shaun Donnellan
- Ronan Hale
- Jake Mulraney
- Olamide Shodipo
- Axel Óskar Andrésson
- Viktor Karl Einarsson
- Samúel Friðjónsson
- Hans Viktor Guðmundsson
- Arnór Sigurðsson
- Jón Dagur Þorsteinsson
- Or Dasa
- Gavriel Kanichowsky
- Raz Meir
- Idan Nachmias
- Eliel Peretz
- Gevorg Najaryan
- Oralchan Omirtajev
- Aleksandr Sokolenko
- Zhandos Soltanov
- Baktiyor Zainutdinov
- Besfort Kolgeci
- Filip Benković
- Petar Bočkaj
- Petar Bosančić
- Duje Ćaleta-Car
- Ante Ćorić
- Nikola Moro
- Lorenco Šimić
- Ivan Šunjić
- Filip Uremović
- Vladislavs Fjodorovs
- Raivis Jurkovskis
- Mārtiņš Ķigurs
- Lukas Graber
- Ridvan Kardesoglu
- Edvinas Baniulis
- Klaidas Janonis
- Justas Lasickas
- Justinas Marazas
- Giedrius Matulevičius
- Daniel Romanovskij
- Edgaras Utkus
- Tim Hall
- Belmin Muratović
- Ricardo Couto Pinto
- Jani Atanasov
- Darko Čurlinov
- Nikola Gjorgjev
- Mario Krstovski
- Petar Petkovski
- Agron Rufati
- Jean Borg
- Jake Grech
- Matthew Guillaumier
- Ion Cărăruș
- Vadim Gulceac
- Andrei Macrițchii
- Evgheni Oancea
- Miloš Drinčić
- Velizar Janketić
- Nikola Krsotvić
- Filip Kukuličić
- Stefan Lončar
- Marko Miličković
- Stefan Milošević
- Milutin Osmajić
- Ognjen Stijepović
- Luka Uskoković
- Andrija Vukčević
- Steven Bergwijn
- Arnaut Danjuma
- Javairô Dilrosun
- Frenkie de Jong
- Teun Koopmeiners
- Sam Lammers
- Guus Til
- Daniel Ballard
- Dale Gorman
- Ryan Johnson
- David Parkhouse
- Kristoffer Ajer
- Henrik Bjørdal
- Iver Fossum
- Andreas Hanche-Olsen
- Leo Skiri Østigård
- Erlend Dahl Reitan
- Julian Ryerson
- Stanislav Bilenky
- Bohdan Ljednjev
- Marjan Mysyk
- Oleksandr Pichaljonok
- Denys Popov
- Mykola Sjaparenko
- Marco Friedl
- Sascha Horvath
- Philipp Lienhart
- Stefan Posch
- Dominik Prokop
- Hannes Wolf
- Jakub Bartosz
- Krystian Bielik
- Bartosz Kapustka
- Sebastian Szymański
- Szymon Żurkowski
- João Filipe
- Gonçalo Guedes
- Rúben Neves
- Xadas
- Florinel Coman
- Alex Dobre
- Andrei Ivan
- Ilzat Achmetov
- Ajaz Goeliëv
- Roman Toegarev
- Nikita Tsjernov
- Alessandro D'Addario
- Chris Cadden
- Ryan Hardie
- Stevie Mallan
- Oli McBurnie
- Milan Gajić
- Luka Ilić
- Lazar Ranđelović
- Ivan Šaponjić
- Erik Gliha
- Martin Kramarič
- Žiga Lipušček
- Janez Pišek
- Luka Šušnjara
- Milan Tučić
- Žan Žužek
- Milan Dimun
- Lukáš Haraslín
- Erik Jirka
- Marek Rodák
- Nikolas Špalek
- Denis Vavro
- Iñigo Córdoba
- Mikel Merino
- Rodri
- Ondřej Bačo
- Václav Černý
- Filip Hašek
- Karel Knejzlík
- Alex Král
- Tomáš Ladra
- David Lischka
- Ondřej Mihálik
- Lukáš Provod
- Matěj Pulkrab
- Michal Sáček
- Laco Takács
- Oğulcan Çağlayan
- Adil Demirbağ
- Dorukhan Toköz
- David Brooks
- Joe Morrell
- Tyler Roberts
- Matthew Smith
- Ivan Bakhar
- Max Ebong
- Michail Shibun
- Zakhar Volkov
- Joel Andersson
- Franz Brorsson
- Filip Dagerstål
- Gustav Engvall
- Svante Ingelsson
- Jordan Larsson
- Isak Ssewankambo
- Mattias Svanberg
- Ulisses Garcia
- Nicolas Haas
- Dimitri Oberlin
- João de Oliveira
- Djibril Sow
- Andi Zeqiri

1 eigen doelpunt
- Christian García (tegen Engeland)
- Anton Krivotsyuk (tegen Duitsland)
- Leonidas Kyriakou (tegen Hongarije)
- Christos Hadjipaschalis (tegen Turkije)
- Matvei Igonen (tegen Noord-Ierland)
- Kaspar Mutso (tegen Slowakije)
- Teit Jacobsen (tegen Georgië)
- Beka Mikeltadze (tegen Polen)
- Erin Barnett (tegen Rusland)
- Ethan Britto (tegen Servië)
- Triantafyllos Pasalidis (tegen Kroatië)
- Hörður Ingi Gunnarsson (tegen Spanje)
- Kristaps Zommers (tegen Nederland)
- Noah Graber (tegen Portugal)
- Giedrius Matulevičius (tegen Georgië)
- Aleksa Amanović (tegen Armenië)
- Andreas Hanche-Olsen (tegen Israël)
- Pavlo Loekjantsjoek (tegen Engeland)
- Dragoș Nedelcu (tegen Bosnië en Herzegovina)
- Fabián (tegen Slowakije)
- Merih Demiral (tegen België)
- Alexander Pavlovets (tegen Moldavië)